# Русинская архитектура

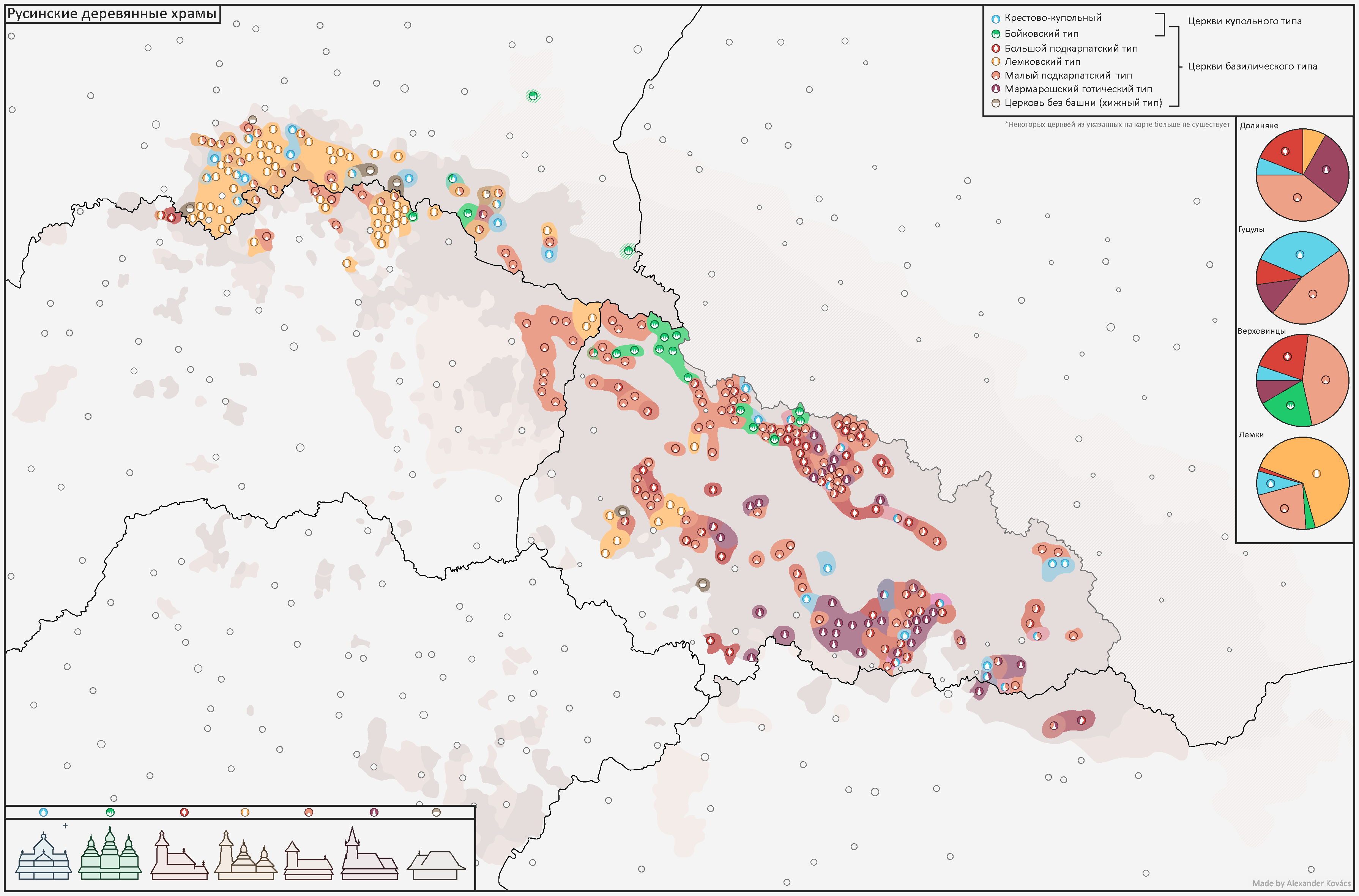
Русинские деревянные церкви

Русинская архитектура — термин, охватывающий систему зданий и сооружений когда-либо построенных или спроектированных представителями русинской национальности.

## История

### Средневековье
В позднем Средневековье на деревянную архитектуру русин оказало влияние каменное зодчество в готическом и барочном стилях. Однако применение в строительстве дерева потребовало от зодчих также использования навыков народной деревянной архитектуры. В основном деревянные культовые сооружения, сохранившиеся в Закарпатье, относятся в XVII—XIX вв. Самыми древними являются церкви в сёлах Колодное Тячевского, Крайниково Хустского, Новоселица Тячевского районов.

## Русинская архитектура по этносам

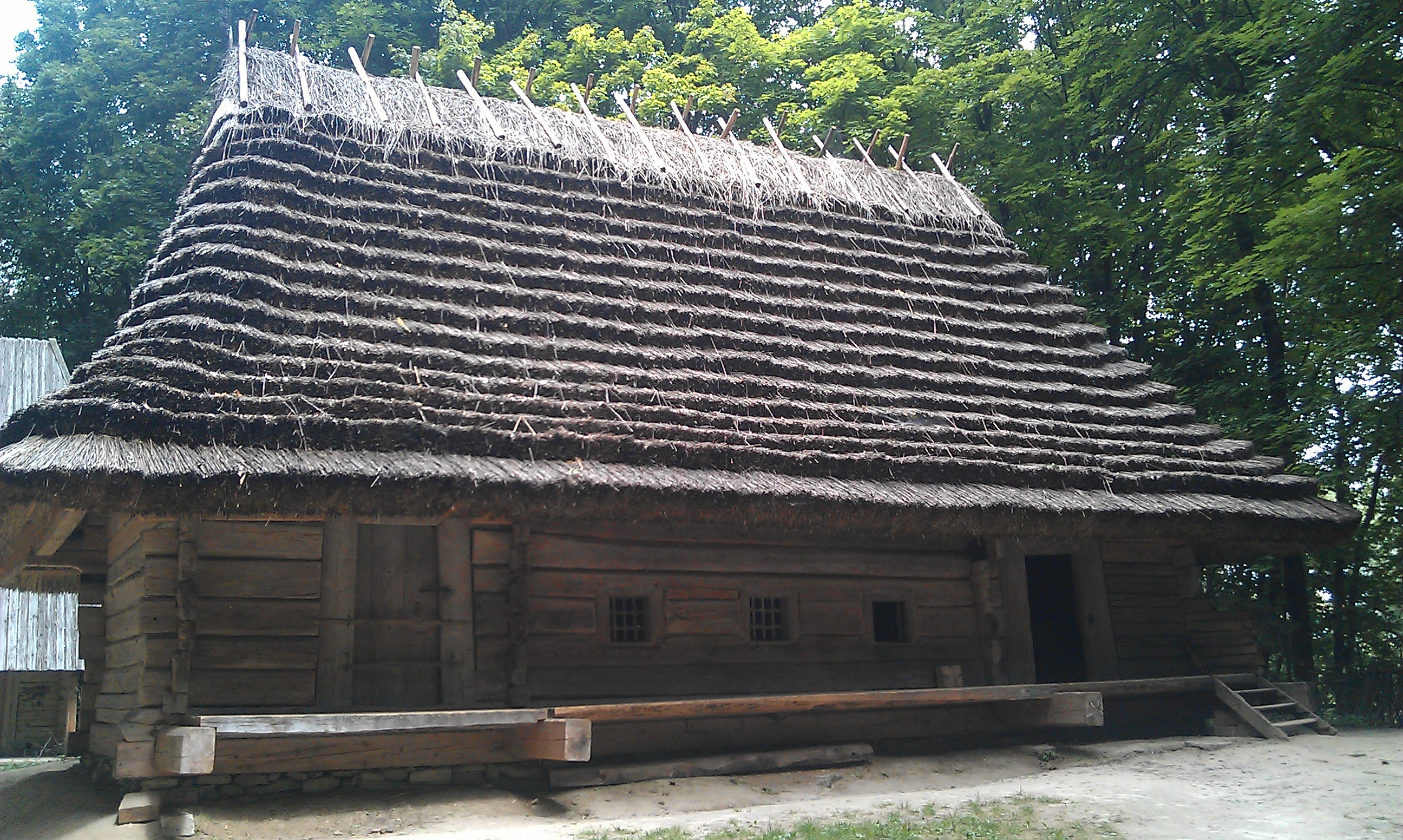
Дом из села Либороха

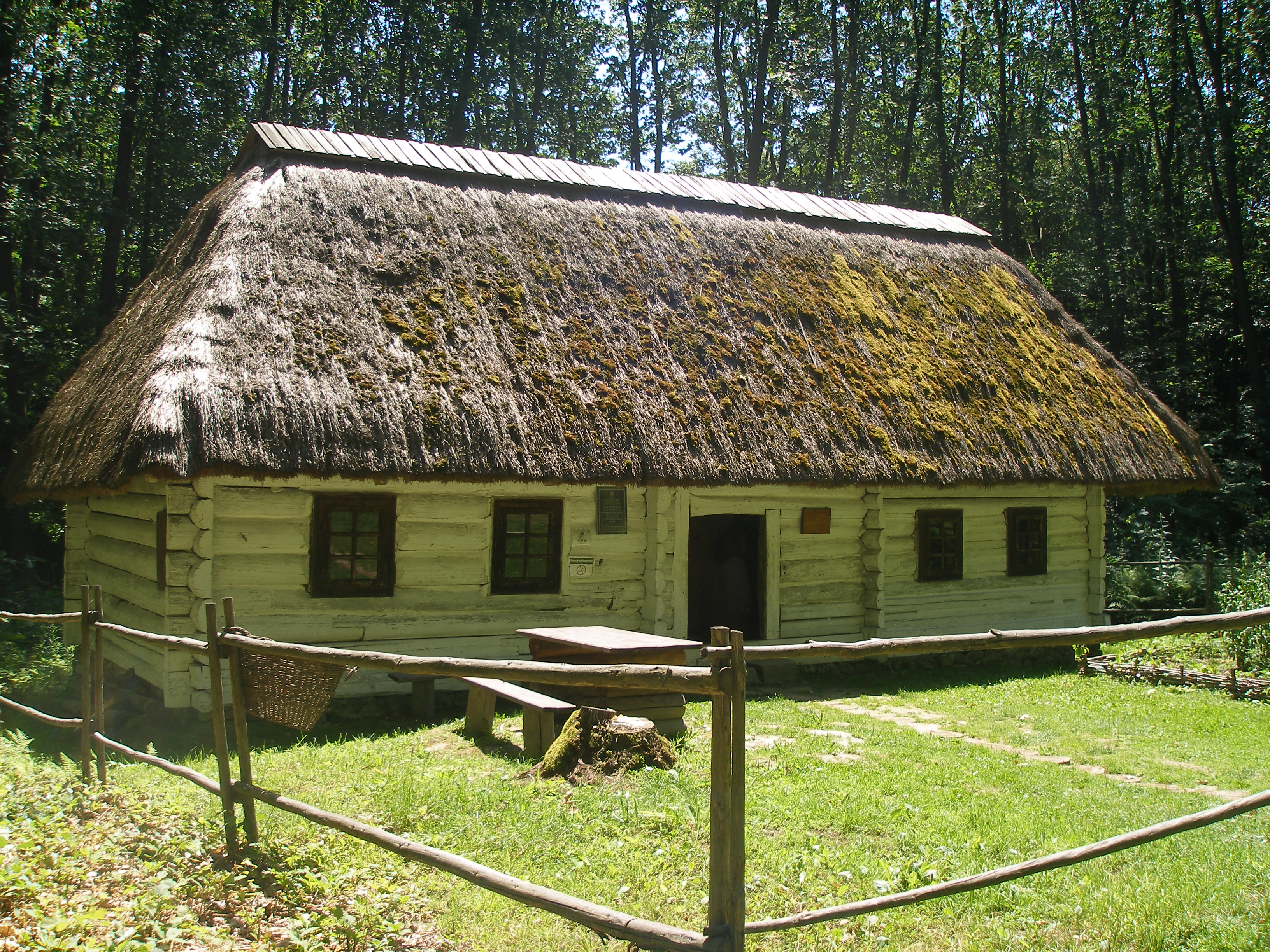
Бойковский дом

### Бойки
Для сооружения домов бойки использовали толстые еловые бревна. Заготавливали материалы зимой или осенью, когда дерево имело низкую влажность. Бойки выбирали площадь под дом вблизи реки или потока. Кроме того, придерживались определенных примет и запретов по выбору места для новостройки. К примеру, опасались земельных участков, где были захоронения и связанные с ними места.
Конструкция бойковского дома является достаточно похожей на такую же у лемков. Стены возводили из бревен и брусьев. Бревна распиливали и на углах вязали в «замки». При закладке основы в каждый угол сыпали рожь или другое зерно, «чтобы было хлеба много». Могли класть деньги. Стены строили высокими, чтобы оберегать жилище от пожара, дымовых отравлений, ведь когда большинство домов были курными. Между колод закладывали мох как своеобразный утеплитель.
На Бойковщине, в отличие от лемков, дома не белили, за исключением сел Старосамборского и Турковского районов Львовской области.
Потолок был из толстых бревен, которые клали на брус, который протягивался от внешней стены кладовой до сеней. Однако в сенях потолка не было, поэтому дом хорошо вентилировался. На полметра ниже потолка, в верхней части сруба, монтировали с трех сторон по две гряды, на которых клали для сушки лён и дрова. В части здания, которую называли кладовой, при задней стене также была гряда, которая использовалась как жердь для одежды. На удлиненных поперечных основаниях накладывали помост. Таким образом образовалась открытая галерея, которая прикрывалась нависающим крышей.
Крыша здания, как правило, был в три раза выше сруба. В основном крыши покрывали соломой, реже встречаются сооружения с деревянным покрытием. Покрытие соломой предусматривало формирование двух типов крыши: ступенчатый (ступенями) и гладкий (ровный).Ступенчатую крышу, наиболее распространенную, крыли соломенными снопами, которые имели форму конуса. Начинали крыть крышу здания с нижнего ряда, снопы составляли так, чтобы «головка» была на второй лате. Каждый последующий слой должен перекрывать предыдущий. Завершали покрытия дома сводной на гребне соломенной «шапкой».
Двери основном трапециевидной формы. В здании было четыре двери. Двое из них приходилось на сени, одни выходили на хозяйственный двор. Они открывались в сторону сеней, а те, что в хижине, — в сени. Так делали с целью экономии жилой площади. Косяки входной двери украшали резными розетами различной величины, связанными между собой орнаментальными мотивами. Розетки — символическое изображение солнца, которое чествовали. В бойковской доме два окна расположены на главном фасаде, а другое на заднем. Как правило, на задней стенке окно было меньших размеров, его использовали, чтобы присматривать за хозяйственным двором. Два других окна расширялись наружу, чтобы в хижину проникал больше дневного света.

#### Бойковская церковь

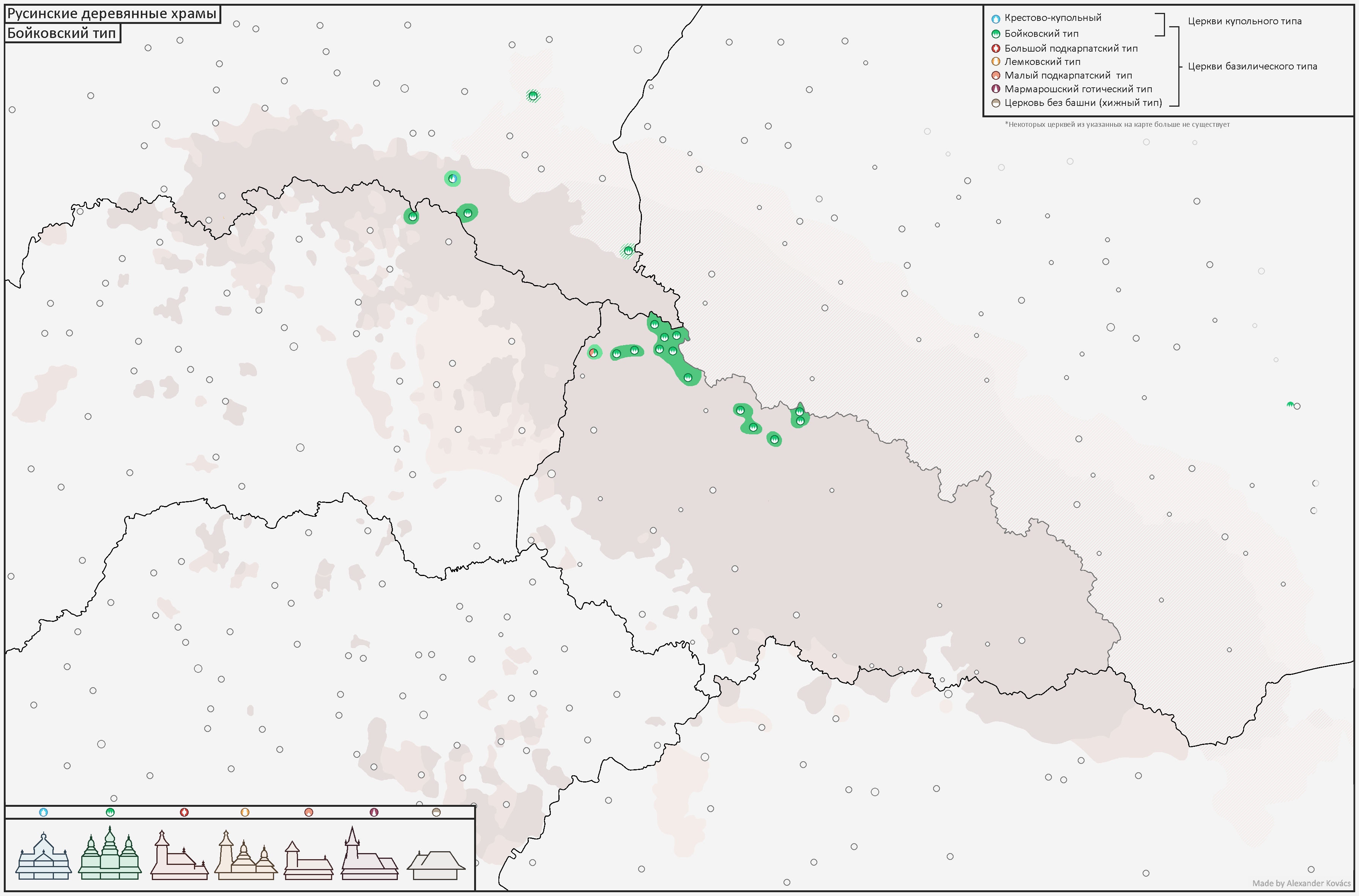
Бойковский тип церкви

Бойковская деревянная церковь состоит из трех частей: алтаря, нефы и бабинца. Каждая часть прикрыта отдельной крышей высокой конструкции со многими заломами. В типичной бойковской церкви крыша главного, то есть центрального нефа, поднимается выше, а другие, прикрывающие алтарь и бабинец, строятся несколько ниже и на одном уровне. Как в гуцульских, так и в бойковских церквях колокольни отдельно стоят на определенном расстоянии от самой церкви.

В бойковском типе, Церковь состоит из трех прямоугольников приближенных к квадрату, сложенных более широкими сторонами с запада на восток. Этот тип церкви развивался позже увеличением количества ярусов пирамидального накрытия. Далее пирамидальный покров сменялся восьми боковым, который насаждали сначала только на центральную часть, а позже на все три части. Далее на пирамидальному накрытии появились восьмерки, которые в свою очередь умножались, так что появился сложный тип бойковских строений — от пятиэтажных к шестиэтажным семиэтажным, и восьмиэтажным. Подавляющее большинство бойковских церквей построена в XVIII веке.

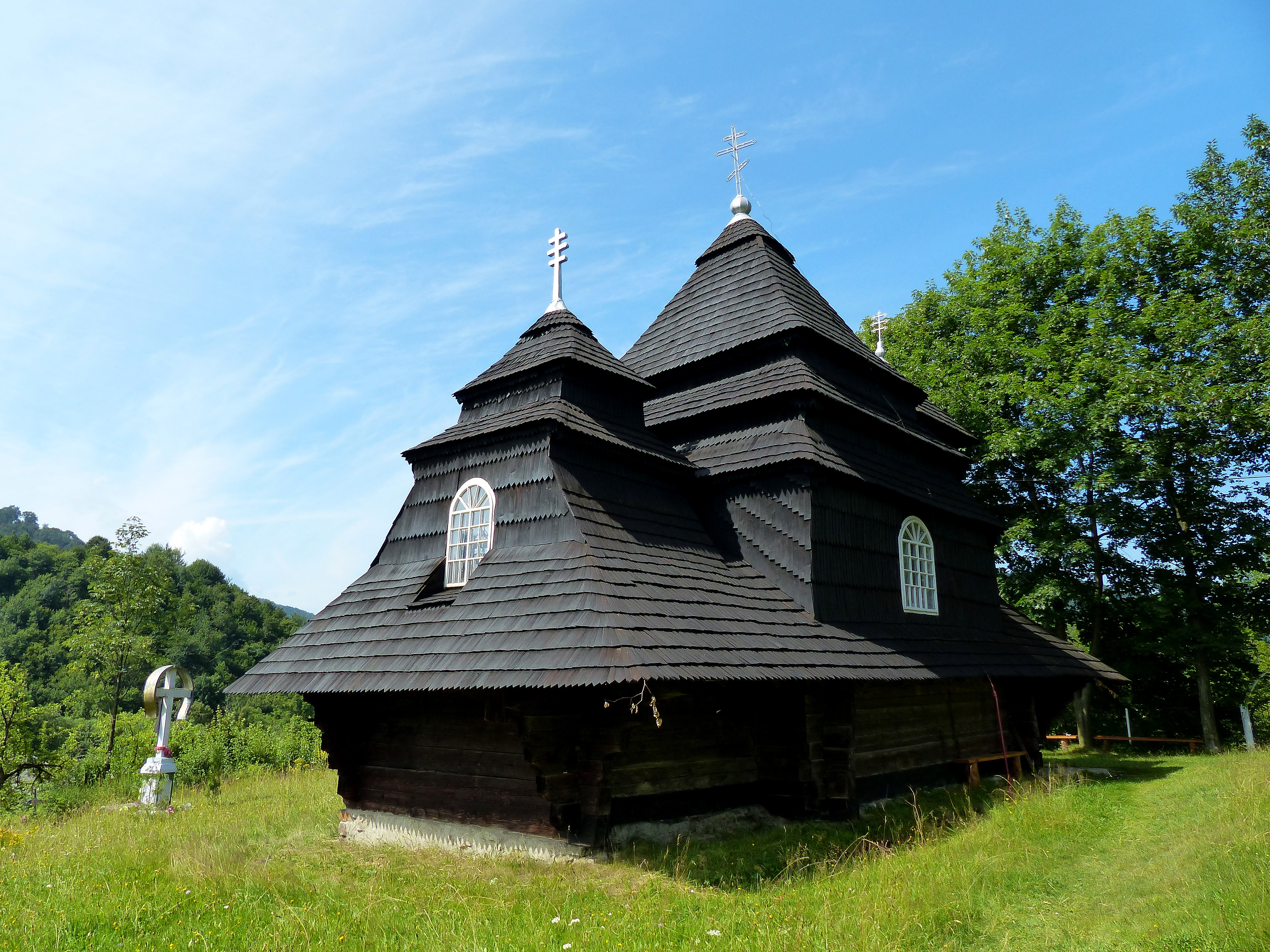
Церковь в с. Ужок
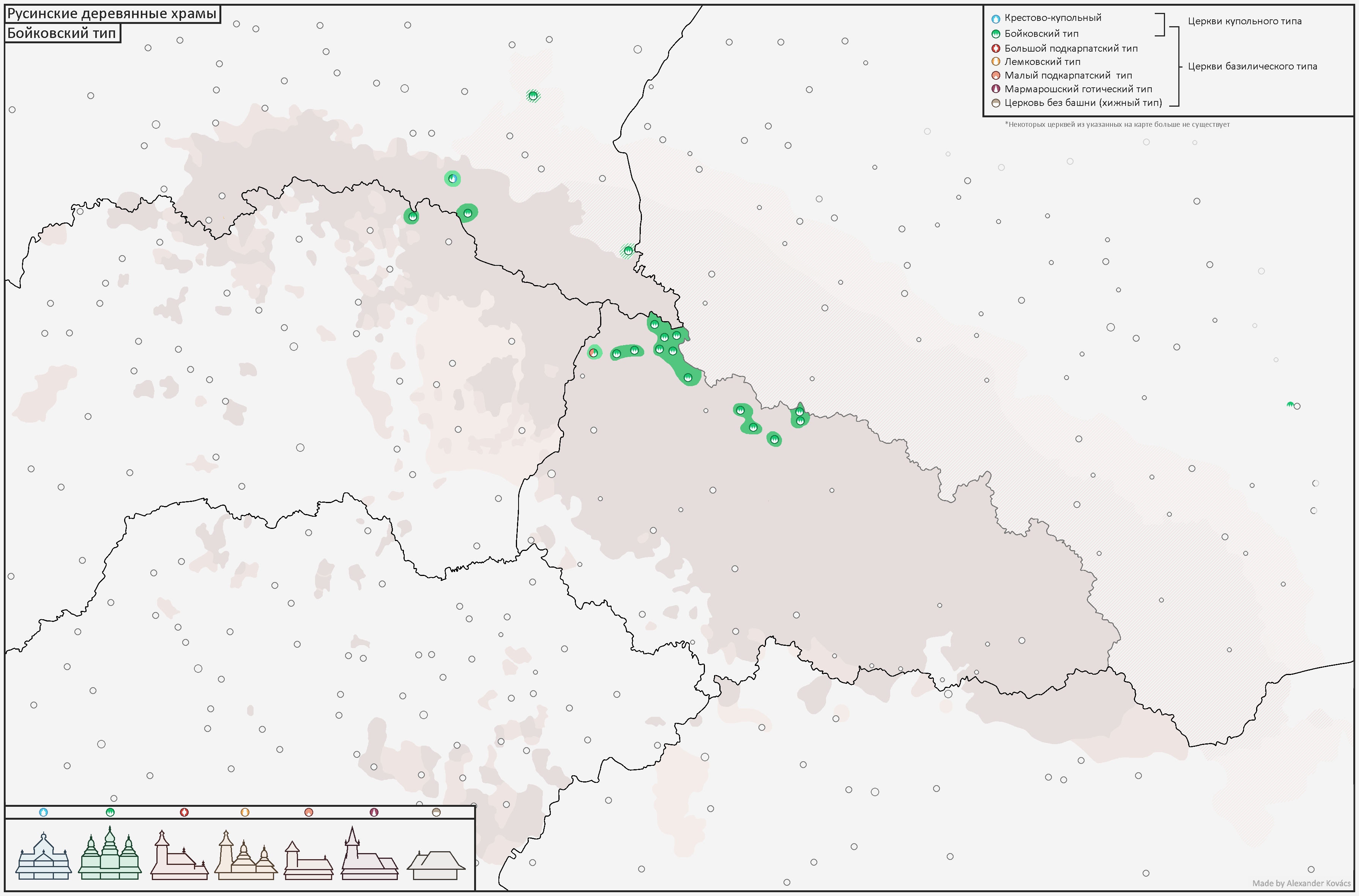
Бойковский тип церкви
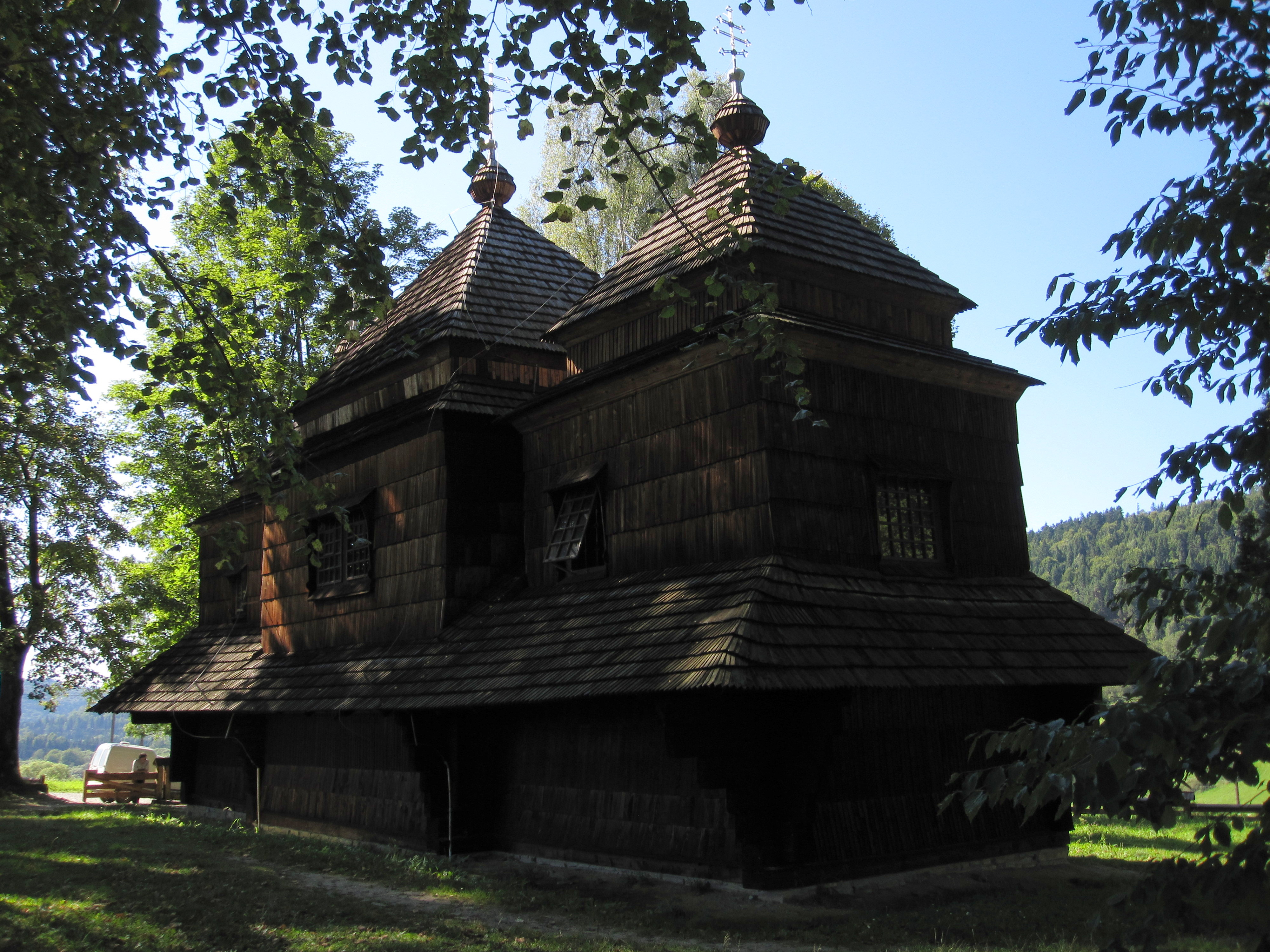
Церковь в с. Смольник
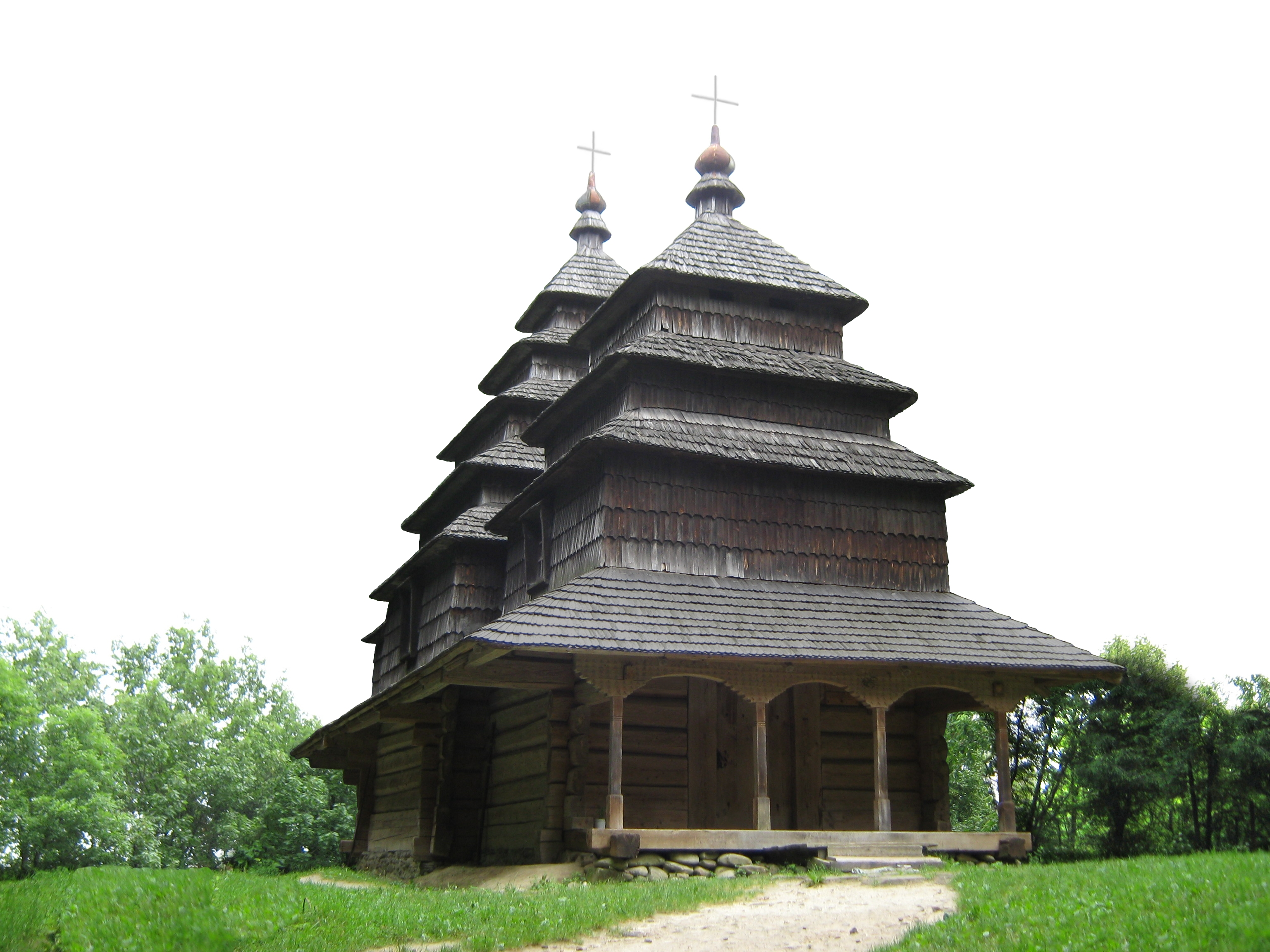
Церковь в с. Тисовец
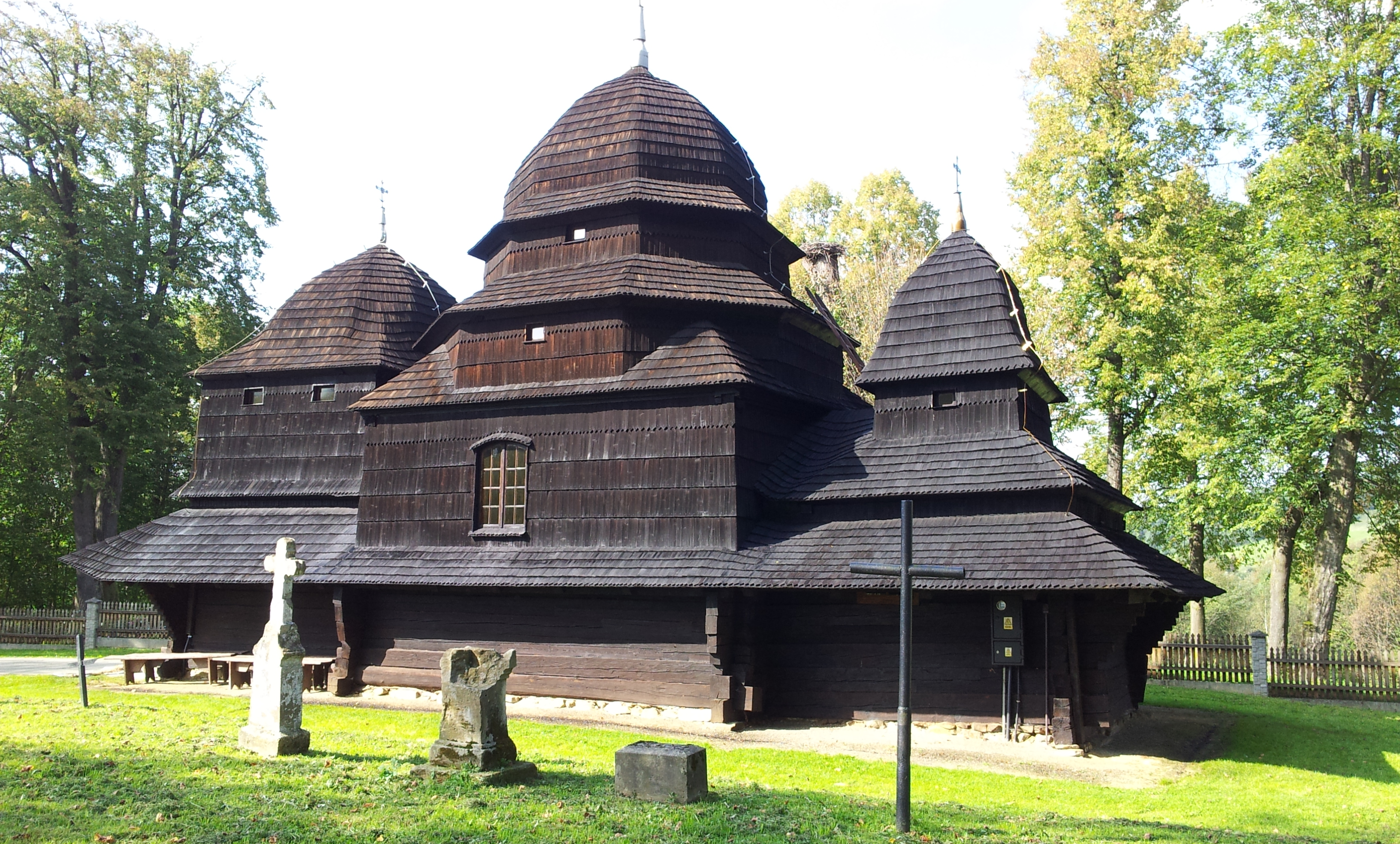
Церковь в с. Ровна

### Гуцулы
Усадьбы гуцулов, сильно отличаются от усадеб восточной Галичины. Деревни гуцулов, расположенные в узких долинах или на менее крутых склонах, обычно довольно густо населены, но их главные поселения находятся далеко, часто в получасе езды друг от друга, и у них есть фруктовые сады, пастбища и даже леса. В центре села, обычно на холме, возвышается 3–5-купольная византийская церковь с деревянными балками и арочными колоннадами. Рядом с церковью в деревянной башне висят еще пять колоколов меньшего размера.
Для строительства гуцулы чаще всего использовали ель и пихту. Древесину тщательно подбирали, потому что здесь существовала традиция оставлять сруб открытым. Хорошими для этого считались ровные, одинаковой толщины, разрезанные пополам бревна, которые к тому же гладко выравнивались. Перед закладкой дома материал по плану и размерам, раскладывали по всей усадьбе, делали зарубки для замков. Закладка нового дома и застройка гуцульской усадьбы сопровождались всегда многими обрядами. Особое внимание уделялось и выбору места для жилья. Чистыми, то есть счастливыми, благоприятными для строительства дома считались места, где охотно ложился рогатый скот или там, где водились муравьи.

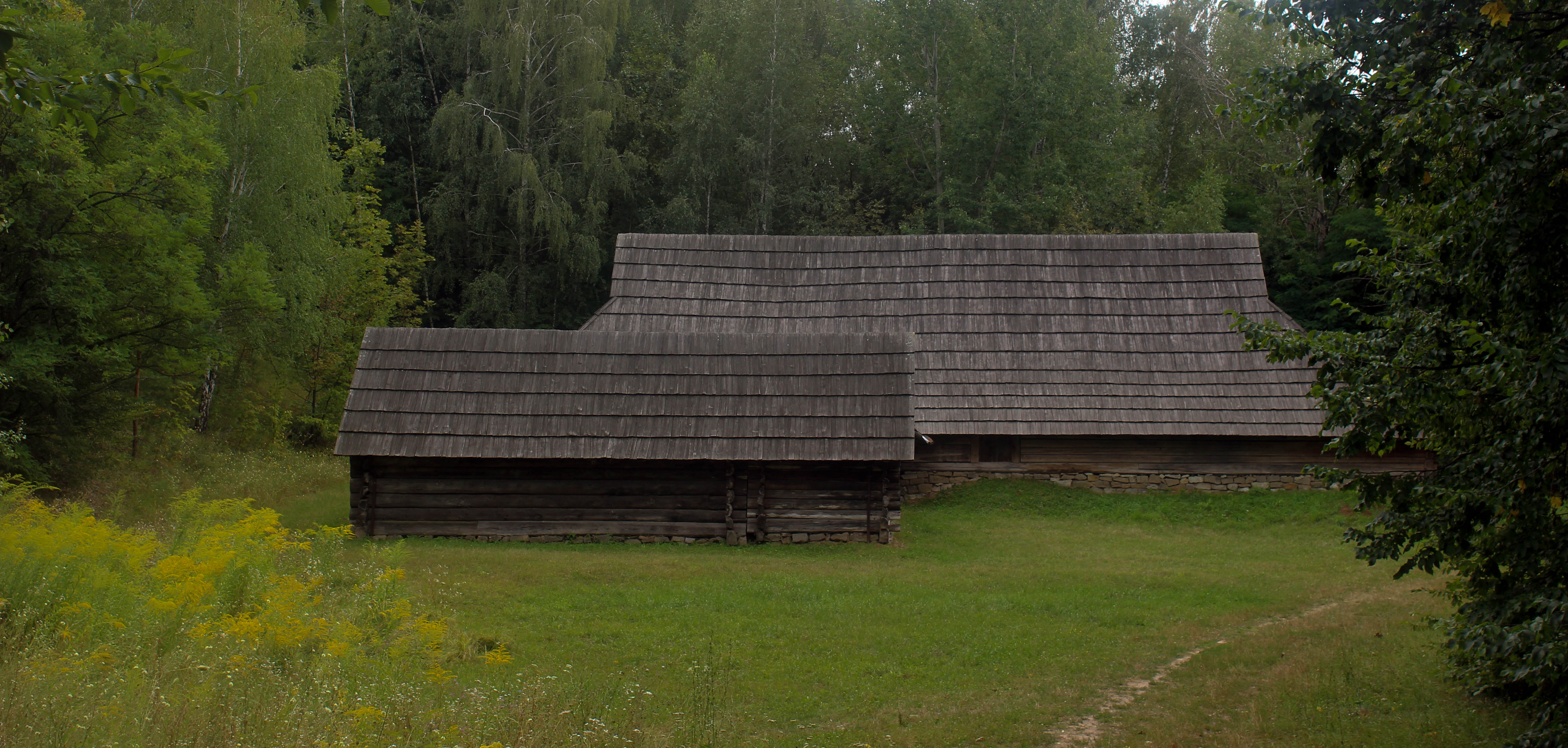
Гражда в пгт Верховина

Важным архитектурным объемно-планировочным элементом гуцульского дома есть галерея-крыльцо, устраиваемый вдоль фронтального фасада под взвесь крыши для защиты стены от осадков. Чаще всего галерейка имеет ширину до 1,6 м. Нередко «галеры» используют для сушки кукурузы, лука, чеснока. Через крыльцо дом связывается со всеми вспомогательными помещениями. Иногда крыша покрывала и занимала дом со всех сторон, а по бокам и снизу — расширялась крыльями. Такая форма крыши обеспечивала защиту здания от ветра, особенно, если при доме были широкие прислоны. В некоторых домах крыша проходит так низко, что почти касается земли, оставляя открытым только фасад с маленькими окнами и дверями.

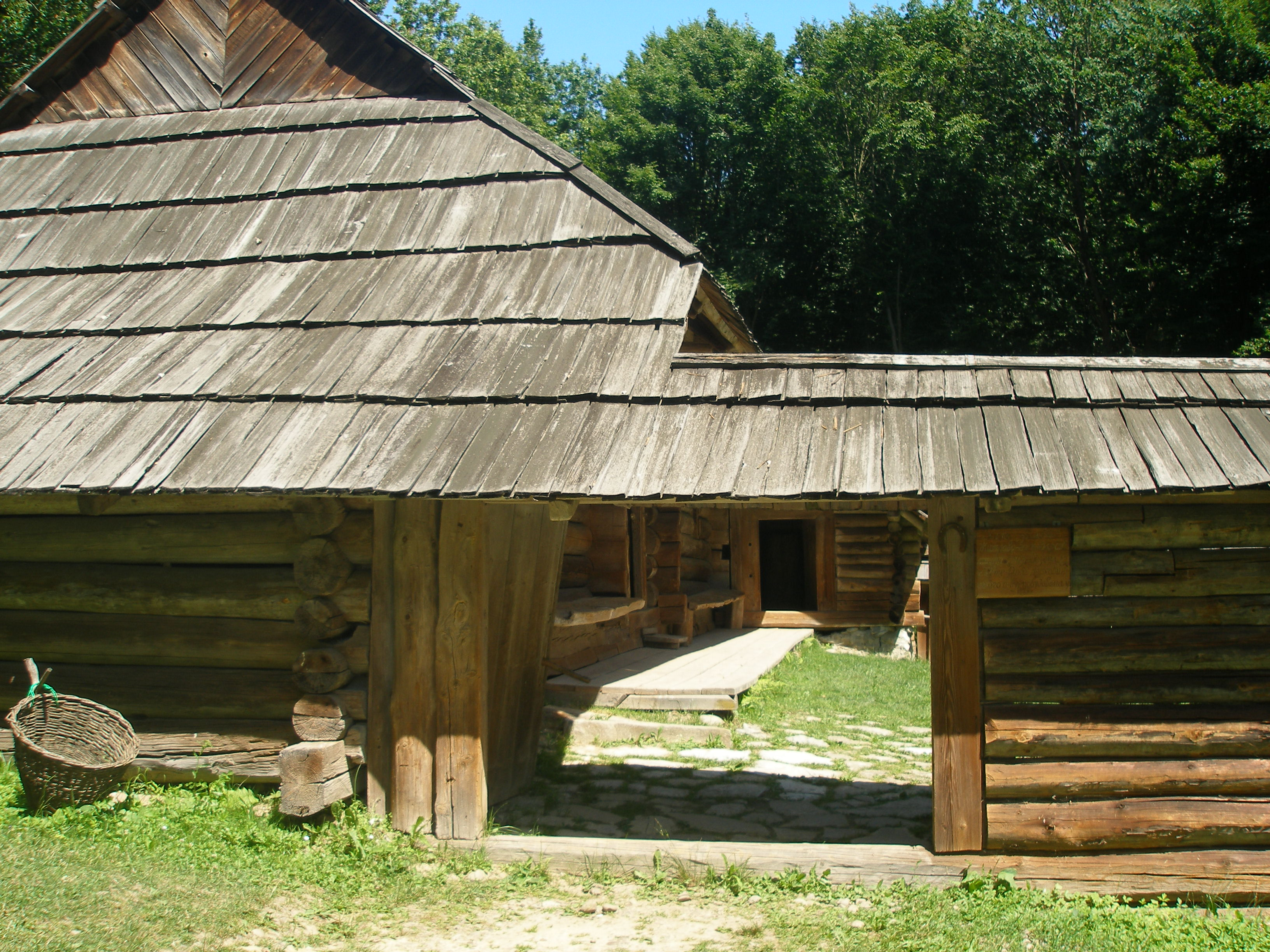
Гражда

Наибольшее распространение у гуцулов получил комплекс жилого дома и хозяйственных построек, образующих замкнутый и обычно прямоугольный дворик, который они называют гражда. Гражда, с её различными сооружениями (высокими и низкими, широкими и узкими), напоминает небольшую крепость, проникнуть в которую можно только через ворота и калитку. В старину разбросанные по «горбам» крестьянские усадьбы — «оседки» были разобщены и возникли по всей видимости из-за необходимости защиты от посторонних людей и диких зверей, сильных ветров и снега.
Постройки бывают нескольких типов. К древнейшему относится гражда, которая сейчас составляет часть экспозиции львовского Музея народной архитектуры и быта «Шевченковский гай». Это прямоугольная в плане гражда, образованная жилым зданием с притвором, клетью и ограждением с крышей. В жилище помещения расположены в порядке изба-сени-изба. С трёх сторон сооружение опоясывают «притворы», где крыша как бы окутывает здание, опускаясь почти до самой земли. В левой притворе — кладовая для одежды и домашних вещей, а в правой — поленница.
В другом типе жилища основные сооружения — дом и клеть с навесом, создающие Г-образную застройку. Вдоль главного фасада под крышей ограждения сделан навес для орудия труда и дров. С противоположной от калитки стороны двор закрывается высоким забором с крышей и воротами.
Некоторые гражды примечательны ещё и тем, что вход осуществлялся через крыльцо, образованное продолжением крыши дома. Такой способ входа был распространён в граждах, которые строили высоко в горах, чаще всего на гребнях хребтов или подножиях вершин.
Характерной для гуцульской архитектуры чертой есть достаточно редкое использование резьбы, они украшали ею только сволоки и перемычки дверей. Тонкий врезной узор при этом достаточно скромен и на расстоянии практически не заметен. Покрывая непосредственно массив брусьев, он напоминает мелкие письмена на листах тяжелого фолианта.
В интерьере гуцульской гражды, как и во внешнем облике, более значительную роль играет сама конструкция. Важную роль в интерьере и его архитектуре играют определенные предметы, где каждый предмет должен находится в определенном месте, и прежде всего, широкие лавки, которые являлись достаточно универсальными. Размещались они вдоль стен, тем самым образуя цельную композицию.
Печь обычно находилась в углу напротив окон. Иногда печи расписывали, узоры на печи немного напоминали такие же узоры как на гончарной посуде которая расставлялась в шкафу и на миснике — специальной полке для мисок над дверью. На жердь укреплявшую потолок накидывали расшитые полотнища и праздничную одежду.

По мере заселения края гражда утрачивала свое значение; усадьбы открытого типа группировались в долинах и у больших дорог.

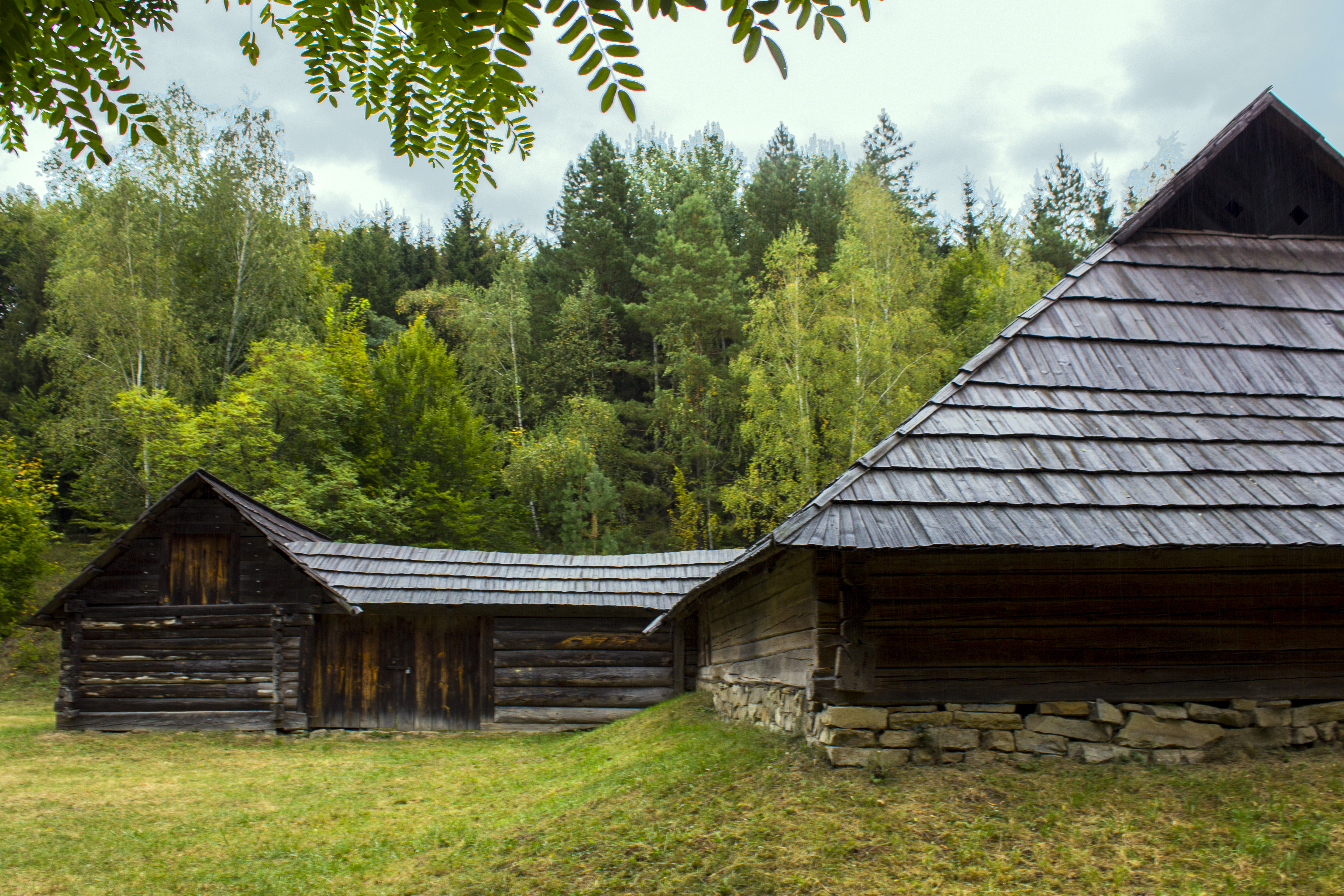
Гражда з смт Верховина
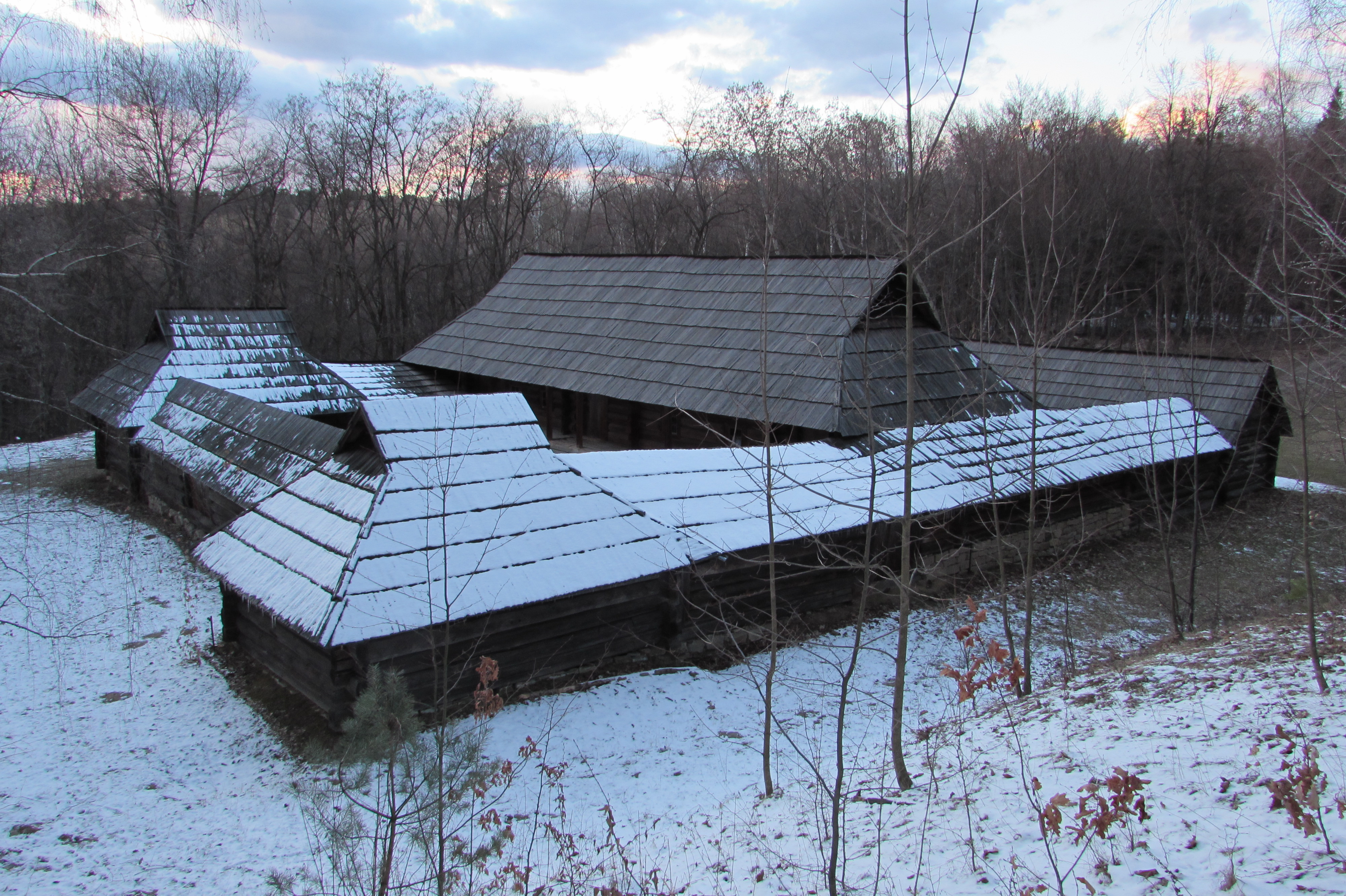
Гражда з смт Верховина

#### Гуцульская церковь

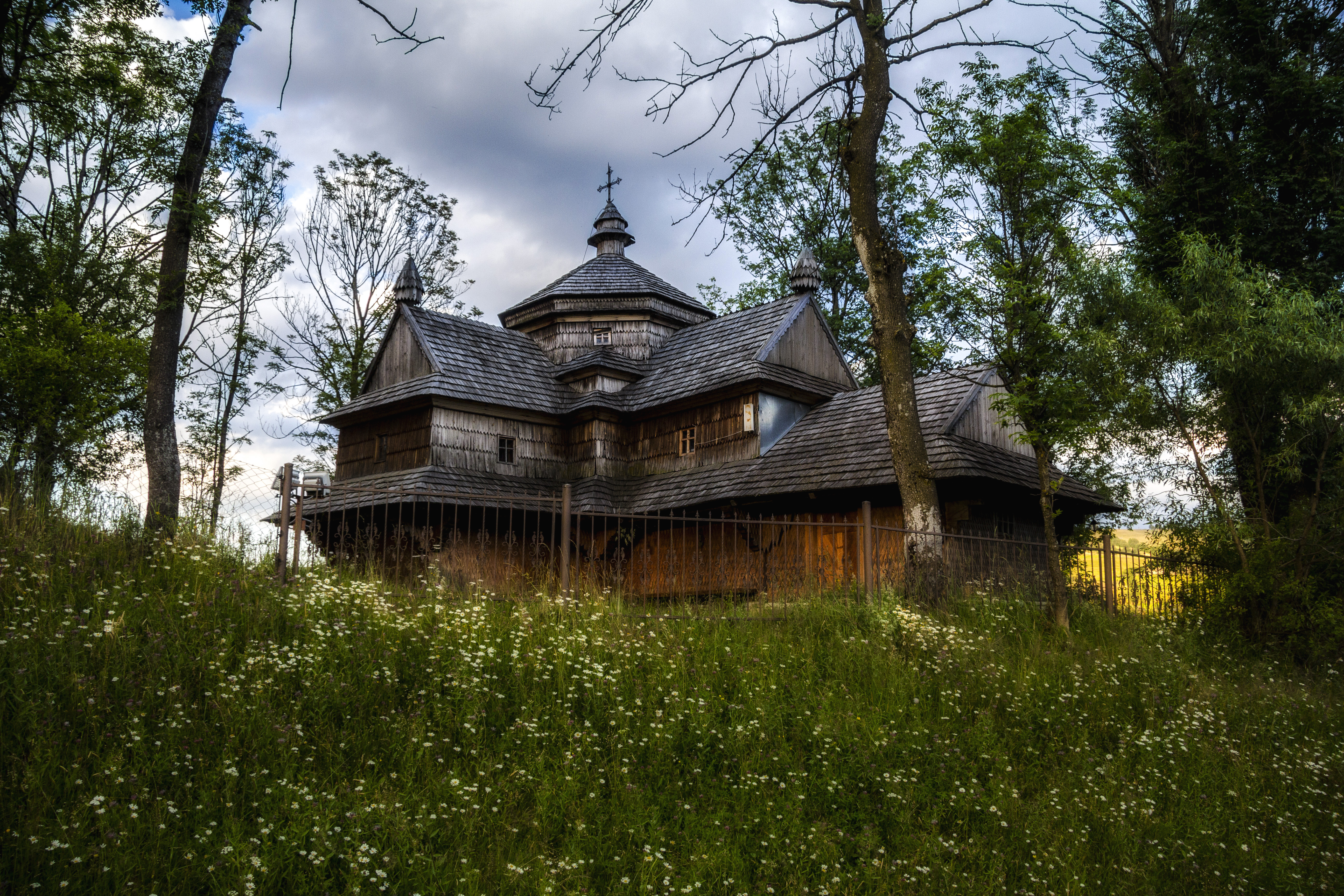
Цервовь в Ясеня

Гуцульские церкви, кроме крестовой планировки, имели свои особенности. Чаще всего были пятисрубными. Средний квадратный сруб переходил вверху в восьмерку, с высоким стежковым покрытием с небольшим заломом (закруглением) вокруг гзимса (карниза). Над четырьмя другими срубами находилась обычная крыша с фронтонами, как на гуцульских хатах; часто на крыше бывали макушки. Церкви ставили специальные гуцульские мастера.
Гуцульская церковь имеет в горизонтальном плане равносторонний крест и размещалась всегда алтарем на восток, а бабинцем — на запад. Низ гуцульской церкви состоял из брусьев, которые стояли на каменном фундаменте. Они были трёх- или пятисрубными; заходили в церковь через крыльцо. Сбоку возле церкви размещалась четырёхугольная колокольня, крытая, как и церковь, гонтом.

#### Современное применение гуцульского стиля
На территории современной гуцульщины можно встретить здания использующие в своей основе гуцульскую народную архитектуру, а точнее так называемый ''Гуцульский стиль". Данный стиль вобрал в себя традицию карпатского деревянного зодчества, неоготическое влияние и гуцульский этнический стиль. Большое количество, зачастую деревянных зданий в подобном стиле можно встретить в г. Яремче и Ворохта. Зачастую это объекты рассчитанные на привлечение туристов, его используют рестораны, музеи, отели и тур-базы. Яркой особенностью этого стиля являются зачастую большие многоскатные и многоуровневые крыши вытянутые вверх и зачастую заканчивающиеся чем то на подобии шпиля. Кровля здания обычно усеяна большим количество треугольными слуховыми окнами.
Список современных зданий в гуцульском стиле:

Примеры гуцульской архитектуры
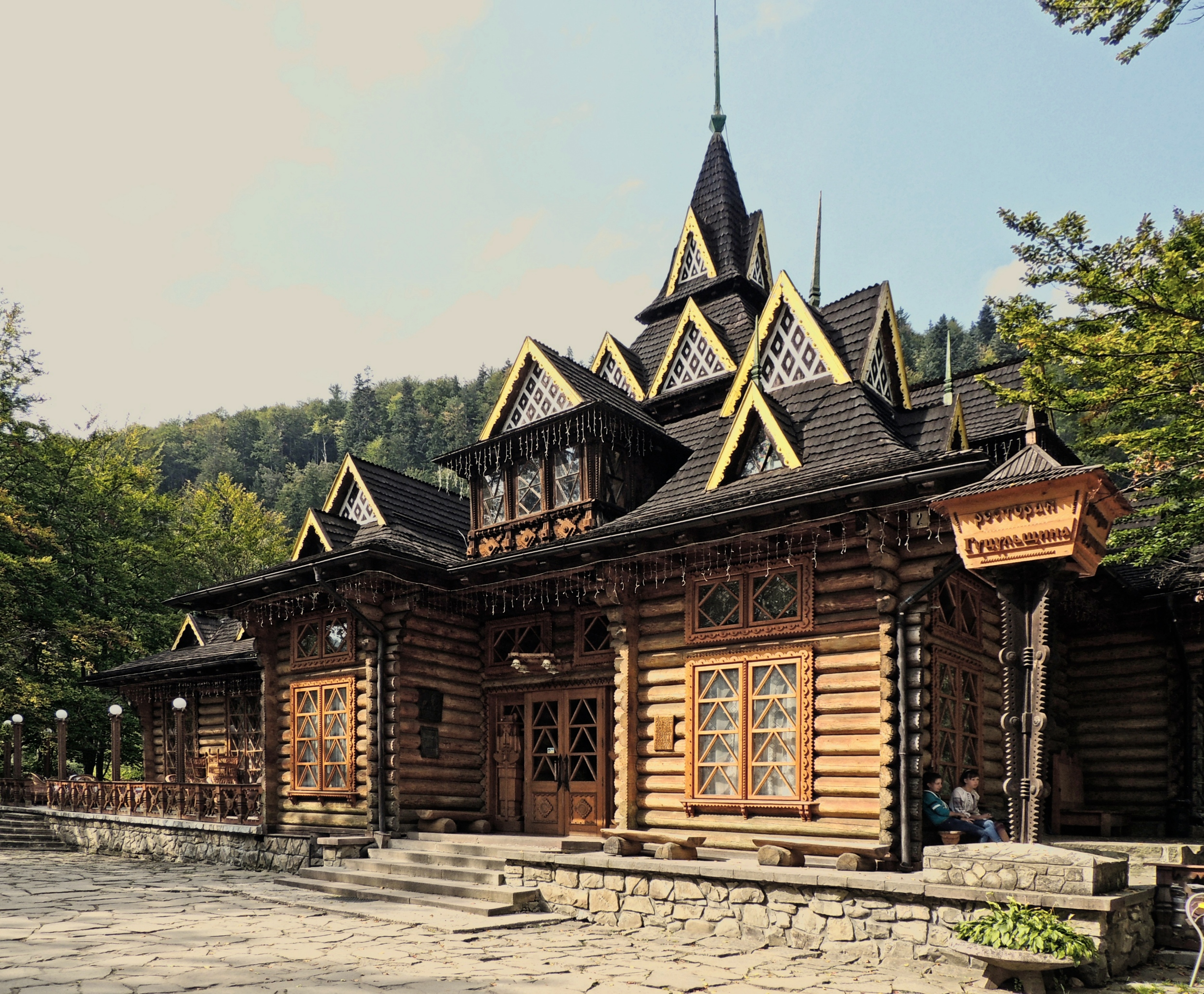
Ресторан-музей «Гуцульщина» в г. Яремче
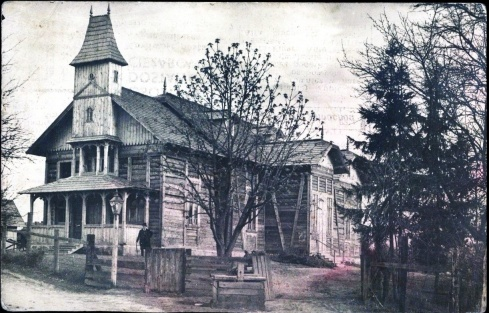
Хижина Сокола в Косове

- Турбаза «Гуцульщина» г. Яремче  - Примеры гуцульской архитектуры
  - Ресторан "Гуцульщина" в Яремче
  - Хижина Сокола в Косове

#### Гуцульская сецессия
На основе народной гуцульской архитектуры и модерна был создан стиль под названием Гуцульская сецессия. Для стиля

характерны экспрессивные объёмы, пластическая выразительная конфигурация дверных прорезов, окон, навесов, сложные очертания крыш с большими скатами, которые иногда украшаются башней, подобной колокольне гуцульской церкви. Декор и колористическая гамма народного искусства обыгрывались в украшении зданий металлом и керамикой. Наиболее ярко к гуцульской архитектуре отсылают сложные конструкции крыши зданий с большими склонами. Они иногда украшаются башней, которая близка к конструкции колокольни гуцульской церкви.

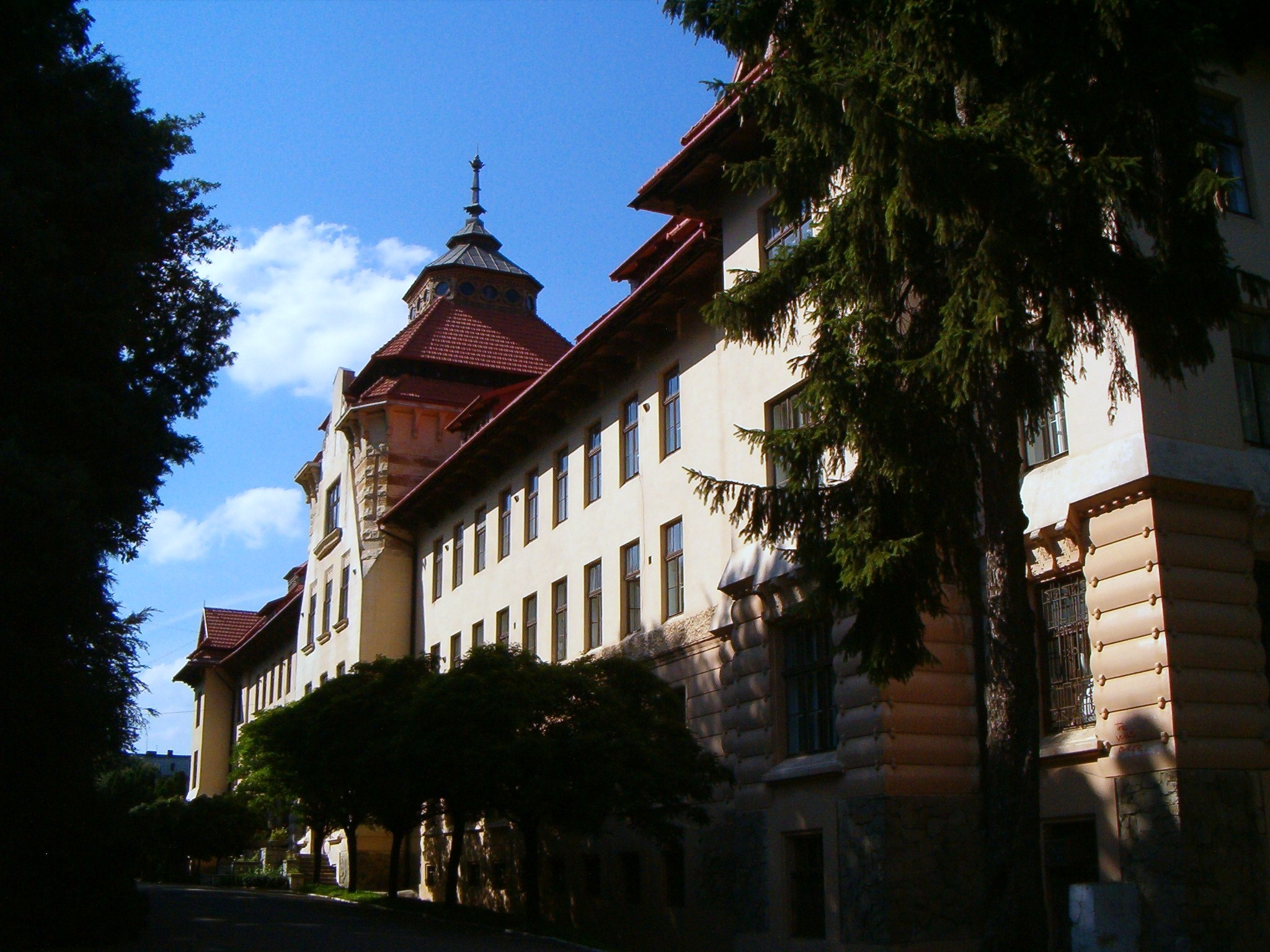
Лесотехнический университет
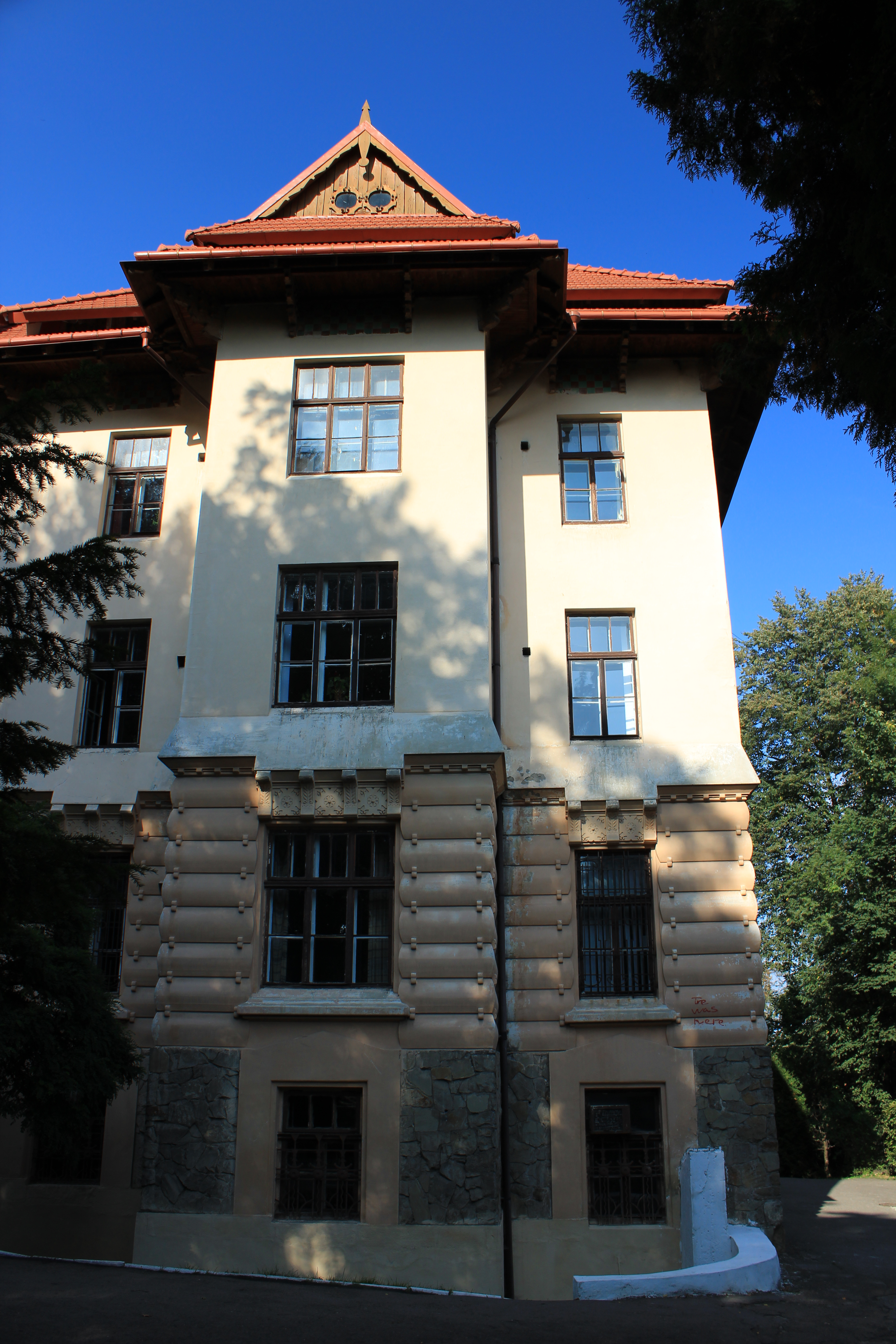
Лесотехнический университет
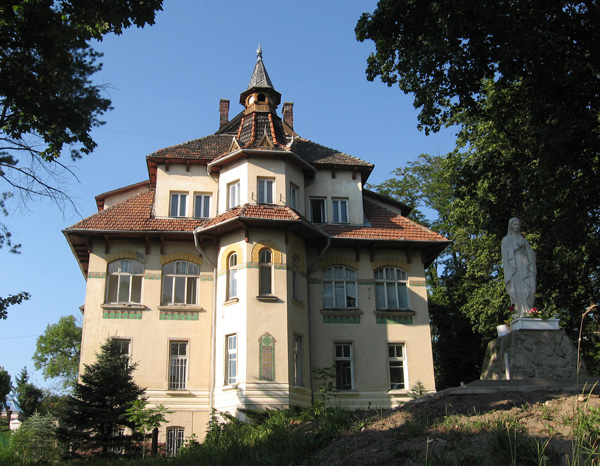
Клиника Солецкого
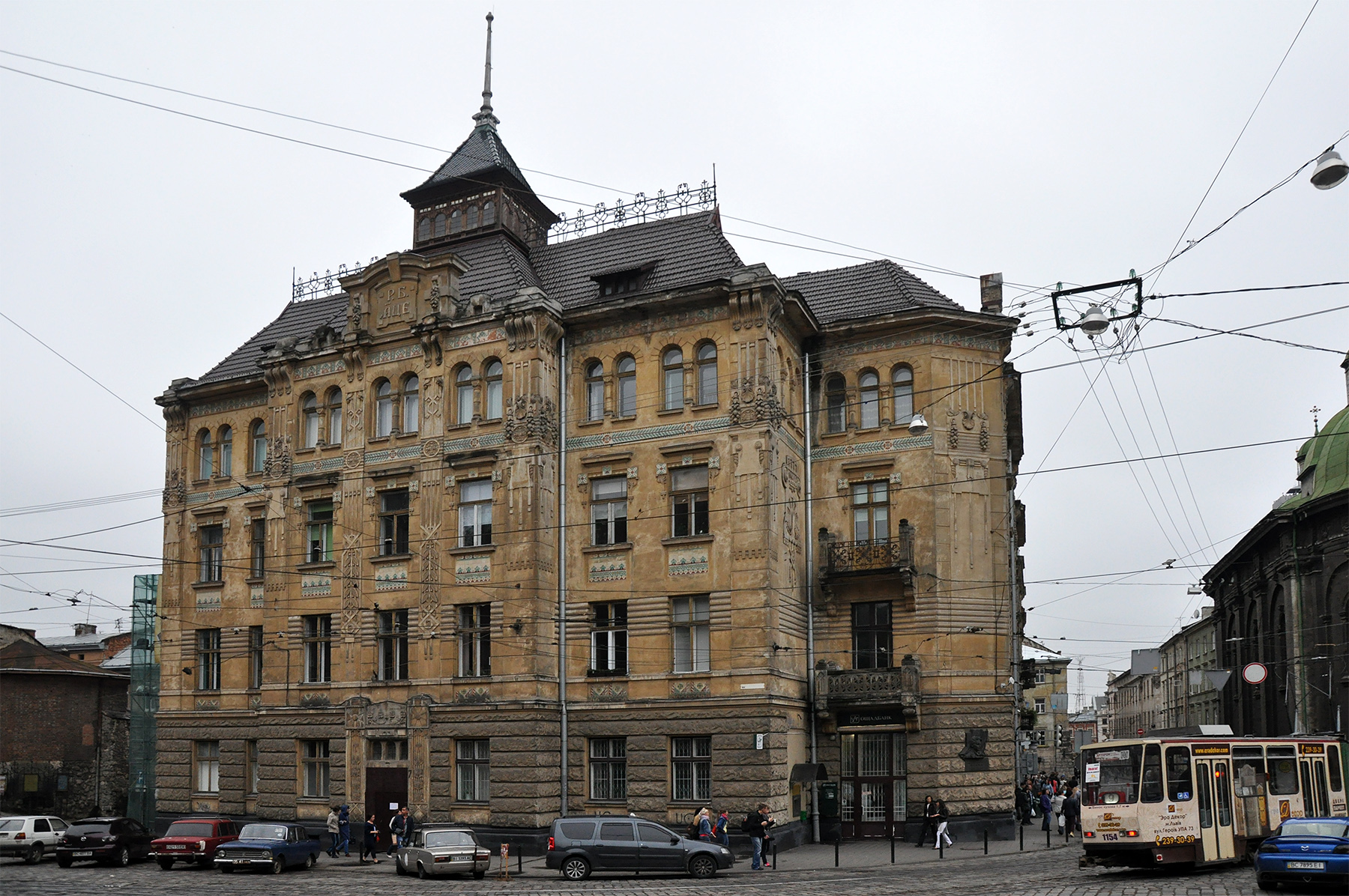
Кредитне товариство «Дністер»

### Долиняне
Наибольшее распространение у долинян получили трехкамерные дома, которые состоят из жилого помещения, кладовые и сеней. Сохранился тип двухкамерной дома плану дом-сени. Позже сени почти везде стали использовать под кухню, соорудив здесь печь. Интерьер долинянских домов отмечается богатством декорации. На кроватях — горы подушек, украшенных красочным художественным узорами или вышивкой; на жердях, что вдоль стены за печкой, всегда — до 20 художественно тканых полотенец, а на стенах — рисованные фаянсовые тарелки.
Интерьер закарпатского жилья, как и везде в Украине, зависит от планировки всего дома. В низменных селах долинян преобладают жилые дома с планом дом-сени-кладовая. Печь чаще всего размещалась в сенях, благодаря чему они превращались в обжитое помещение. Здесь стояла припертая к стене лесенка (лазиво), которая вела на чердак, были полки с посудой, а также бочки и другие вещи. И непременно стоял табурет с ведром и кружкой.

Интерьер жилья формировался окнами. Преимущественно мебель представляли собой неподвижно укрепленные предметы, которые имели вполне определенное традиционное назначение. Вход в дом расположен по центру через сени, справа — жилое помещение, слева — кладовая. В доме слева от входа видим печь, за ней, при глухой стене — кровать, под окнами широкие ряды, а между ними — стол. В доме привлекает внимание большая печь с отводом дыма через специальную трубу в сени. Челюстями она обращена к причилковой стене. Подобное встречаем и в домах лемков, словаков и частично чехов. По своей конструкции и декоративным оформлением среди скромных и простых меблей выделяются столы-сундуки, которые нередко являются произведениями народного искусства. В большинстве их делали из твердых пород дерева (бука, тополя), что обеспечивало им долговечность. В доме важную роль отводили балке. Эту конструктивную деталь вырезали самым простым орнаментом-розетками. Наносили сюда дату (строительства), имя владельца дома. Магическое значение придавали кресту, который тоже вырезали на сволоке.

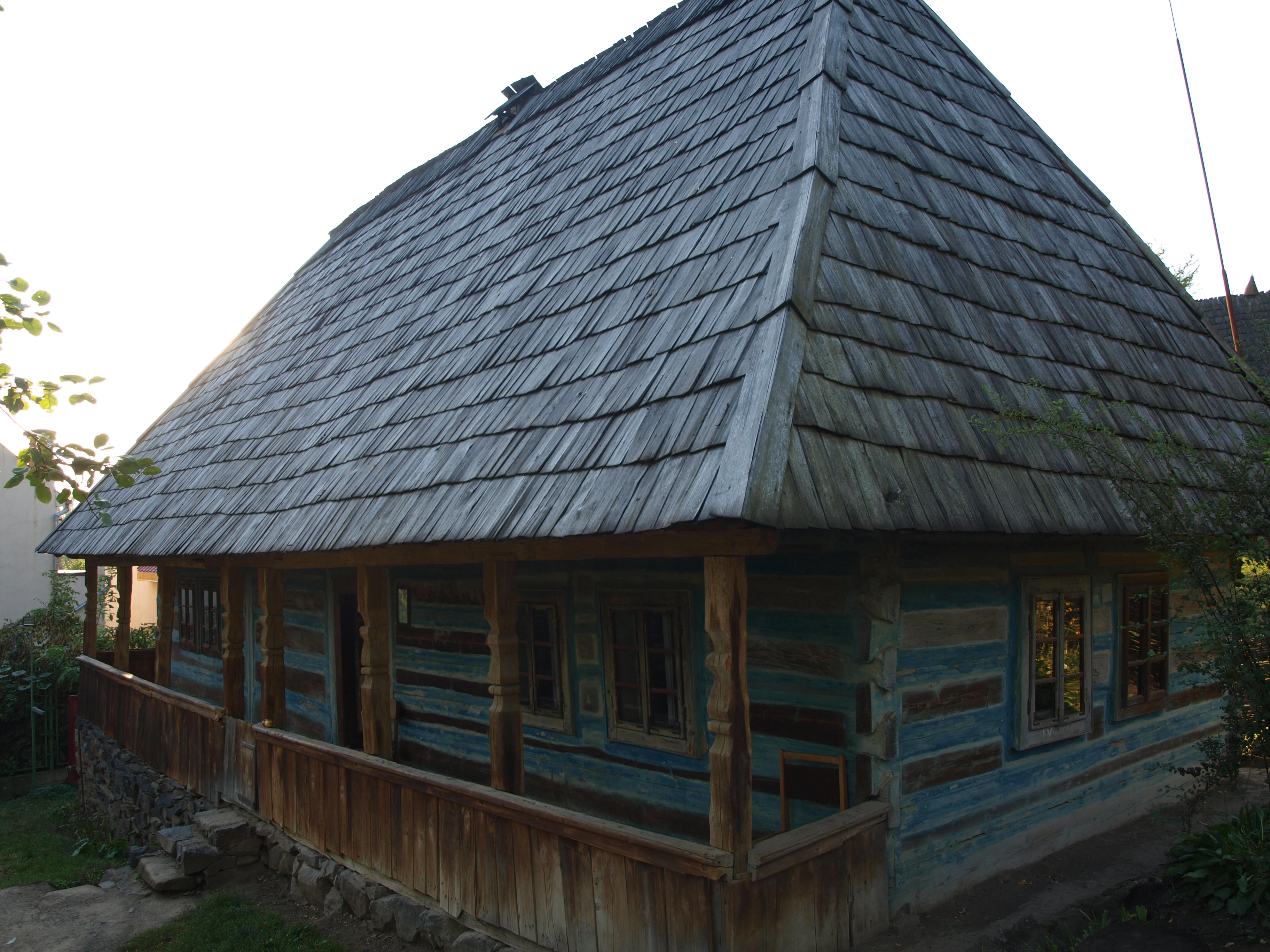
с. Бедевля
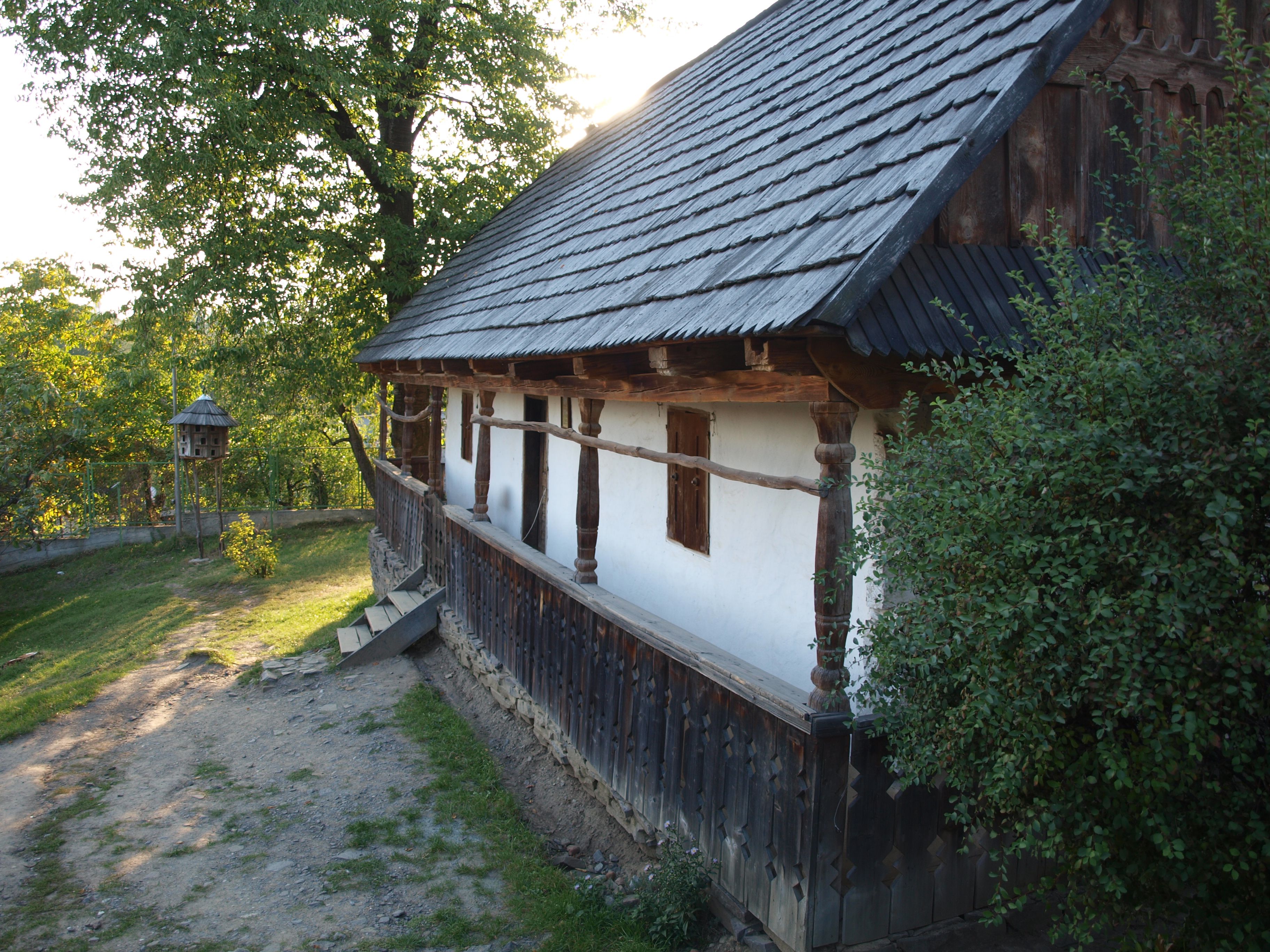
с. Ракошино
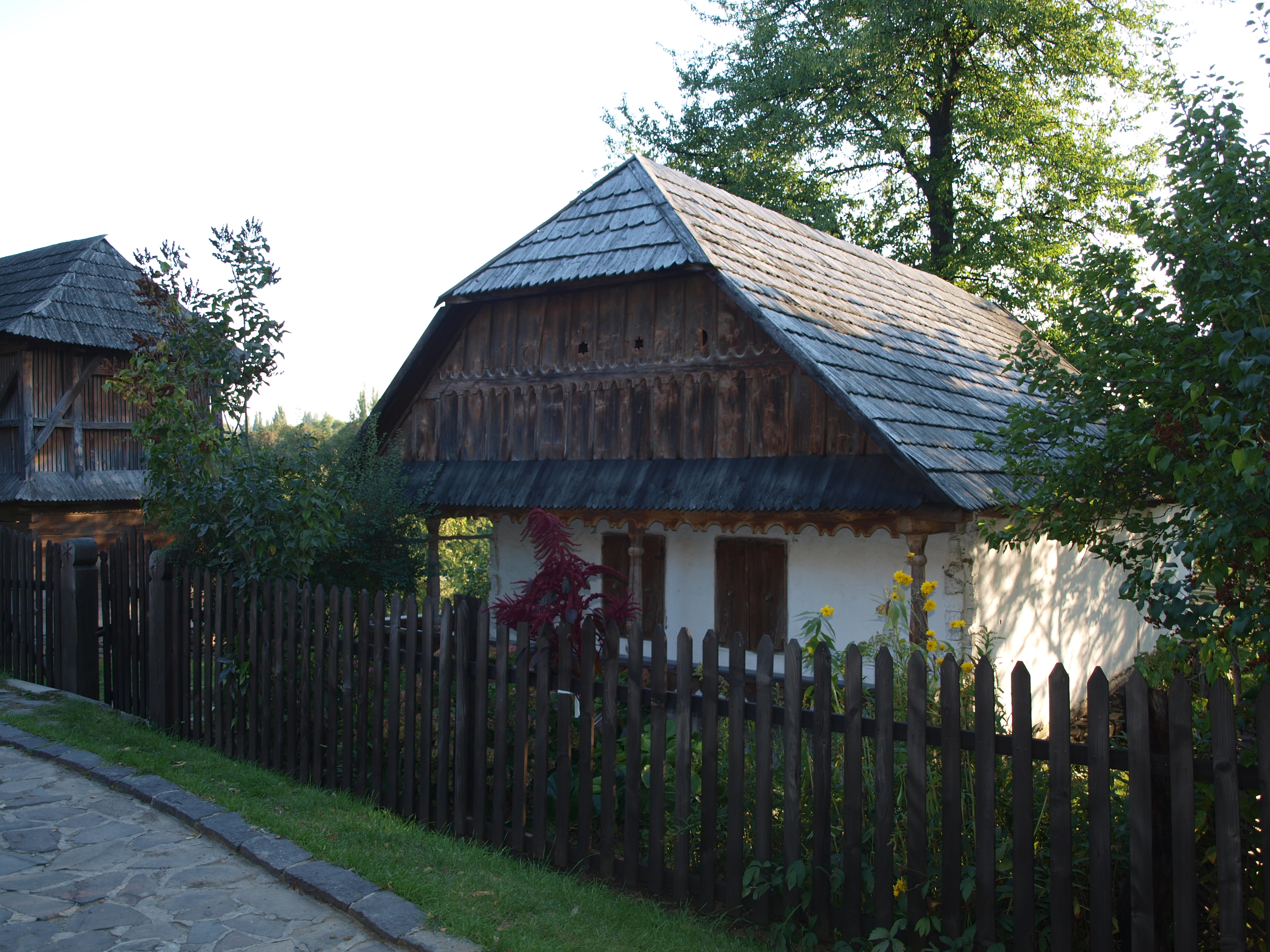
с. Ракошино
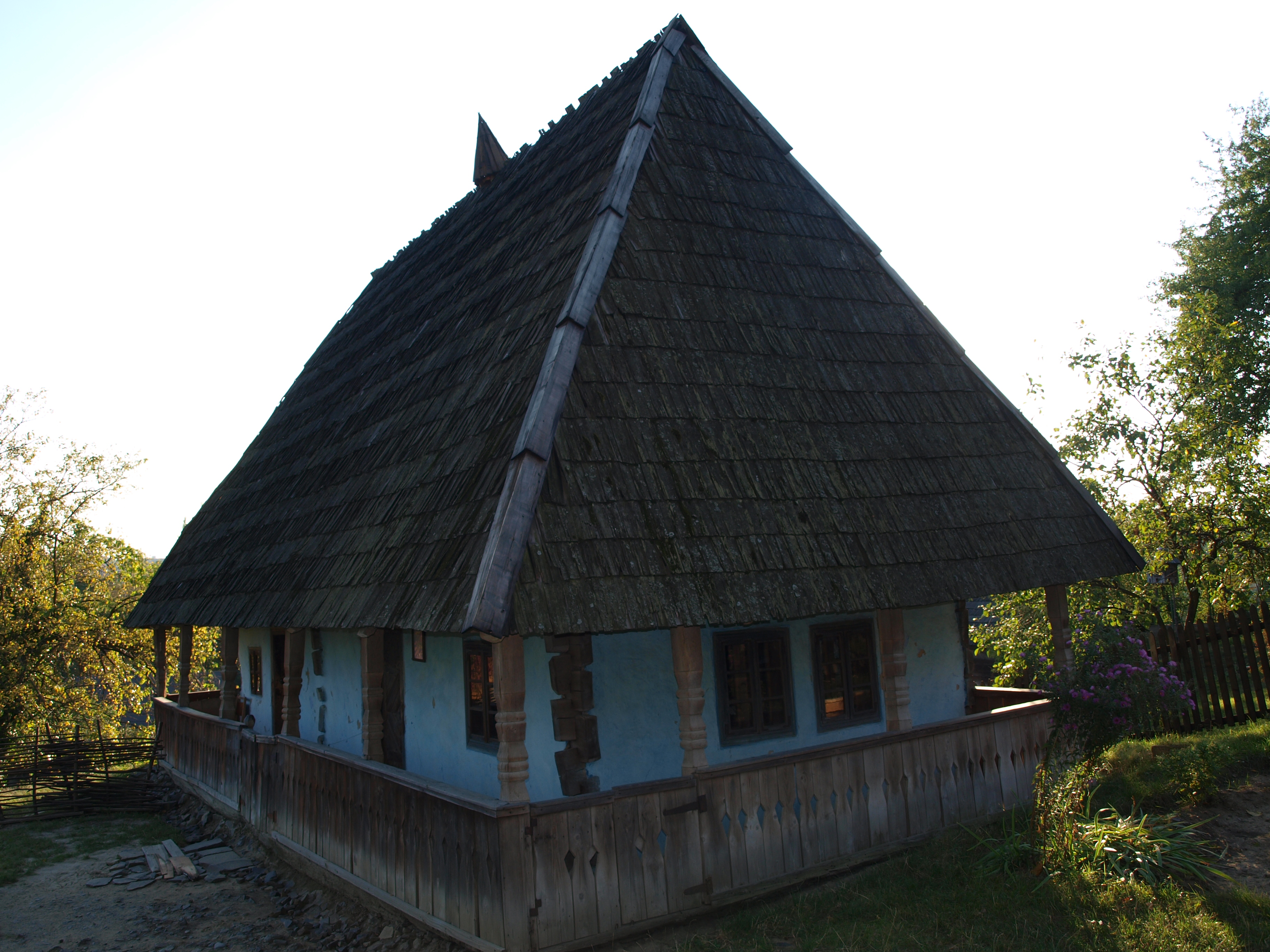
с. Стеблевка

### Лемки

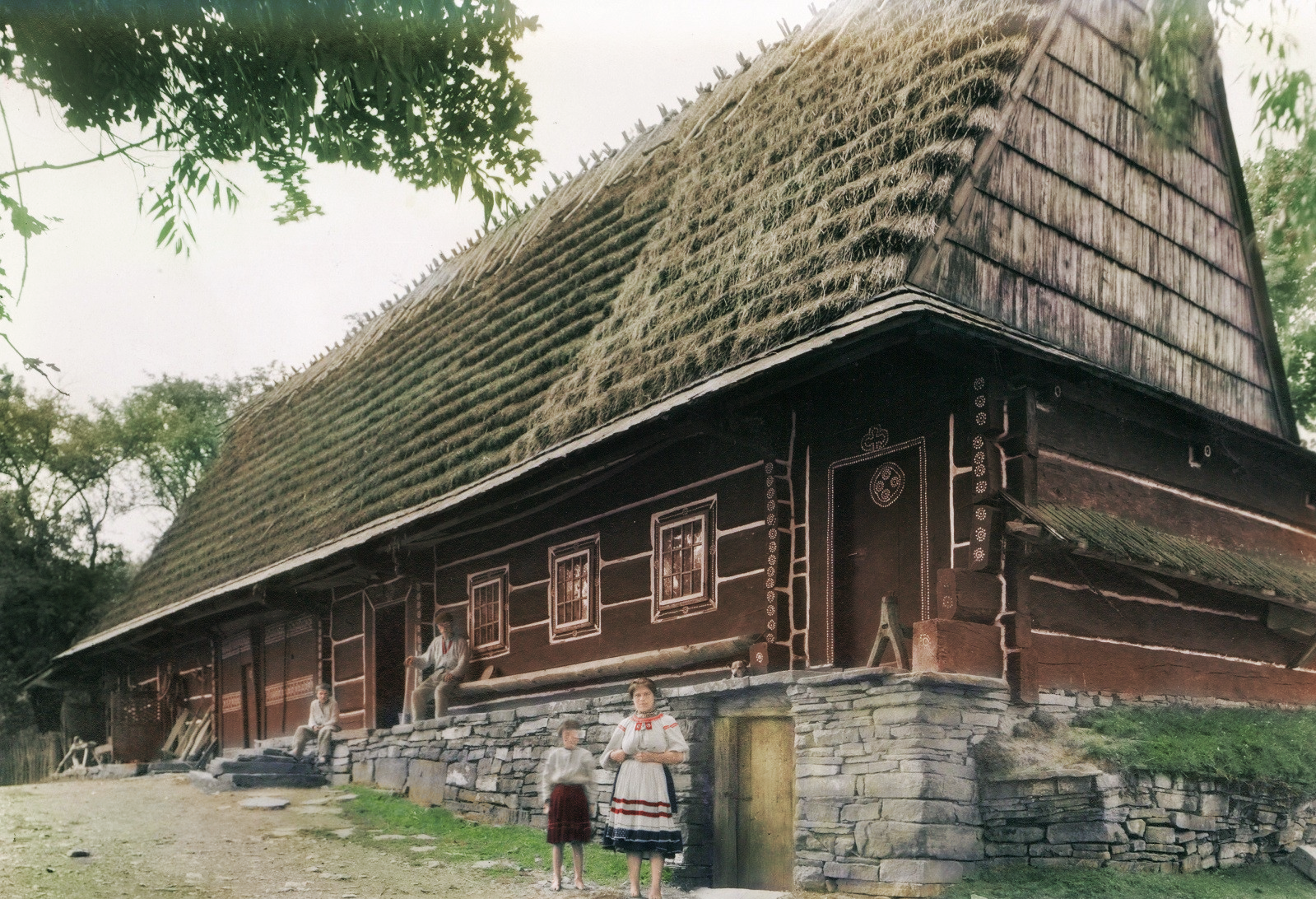
Лемковский дом

Для поселений лемков характерна скученность в долинах рек и речек и чаще одноуличная застройка. Традиционный крестьянский двор состоял из длинной дома, которая одной крышей объединяла все основные жилые и хозяйственные помещения (дом, сени, кладовая, конюшня, сарай — «боище»). Реже встречался крестьянский двор с несколькими отдельно стоящими зданиями. К середине XX в. в архитектуре и интерьере жилья лемков сохранились архаические элементы: срубное строительство, замазывания щелей между венцами сруба и забеливания их, большая печь, гряды (балки под потолком) в доме, глинобитный пол, четырехскатная крыша, покрытая ржаными снопами которые здесь назывались жупами. Благодаря высокой крыше длинная хата лемков воспринималась достаточно компактной, уравновешенной и монументальной.

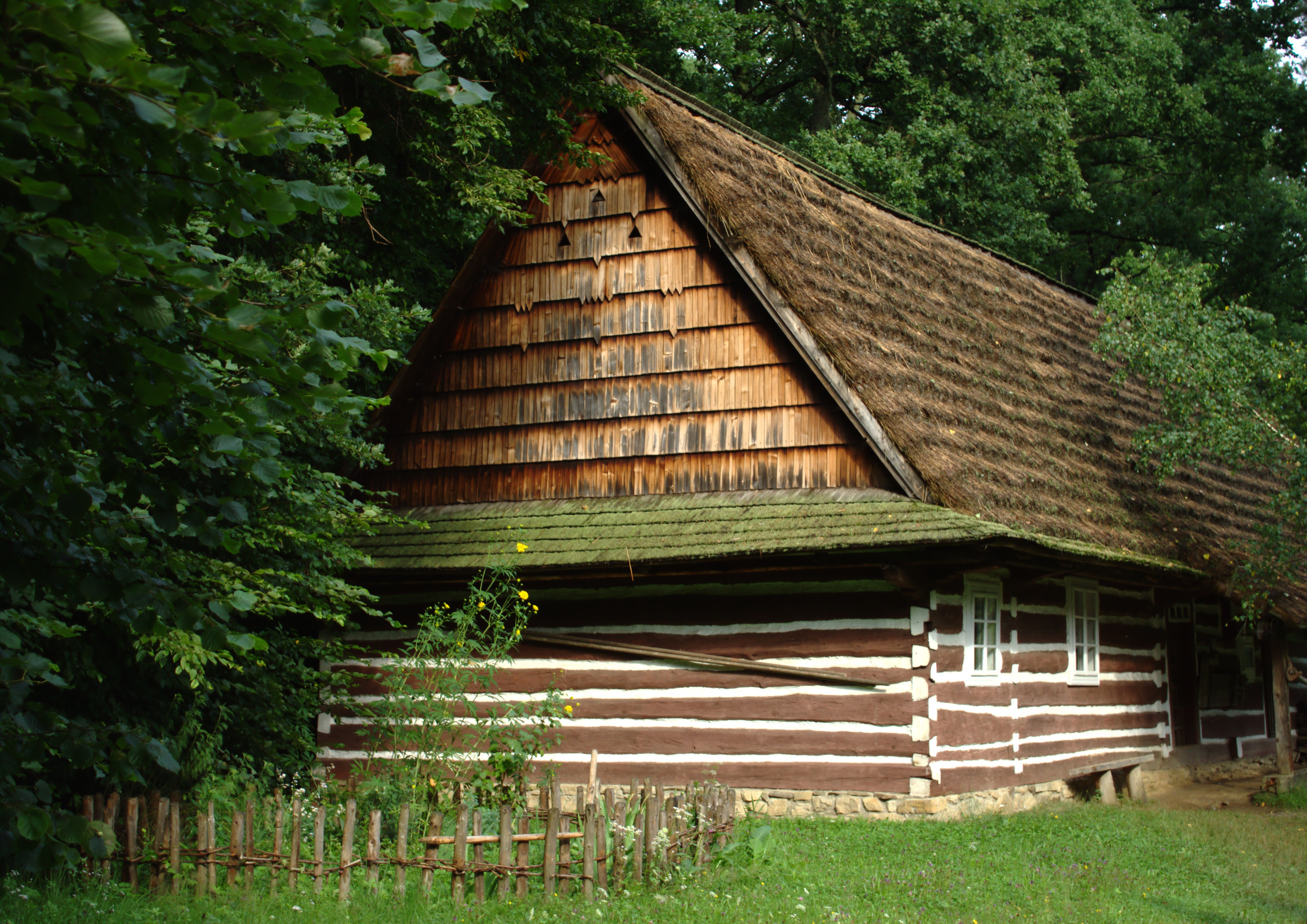
Лемковский дом

Интерьер лемковского дома имеет сходство с давними низменными курными домами без дымоходов. Обустройство интерьера достаточно скромные: кровати широкие на высоких ножках, под потолком встроенные балки на одежду, вдоль стен — скамейки. В богатых домах встречается большая печь с побеленными стенами.Кровать хотя и размещалось при тыльной стене, но уже на некотором расстоянии от печи, не впритык к ней. Свободная рабочая площадь перед печью освещалась из окна, которое оборудовали в тыльной стене хижины. Окно, в большинстве случаев, мало девять маленьких отверстий для стекла: иногда два окна были располагались рядом.
В верхней части боковой стены, которая имела два окна, размещали образы, ярко-декоративные, написанные сине-красным пышным растительным орнаментом по белому фону блюда и народные картины.
Свое жилье лемки украшали не только общераспространенным в Карпатах резьбой, но и побелкой синей известью швов между венцами сруба, предварительно промазанных глиной. Лемковский дом был раскрашен различными росписями и узорами. Дома лемков раскрашивались в синие и коричные цвета с белыми линиями по горизонтали. Данные росписи имели не только декоративный смысл а и практичный так как защищали древесину от гниения.

#### Лемковская церковь

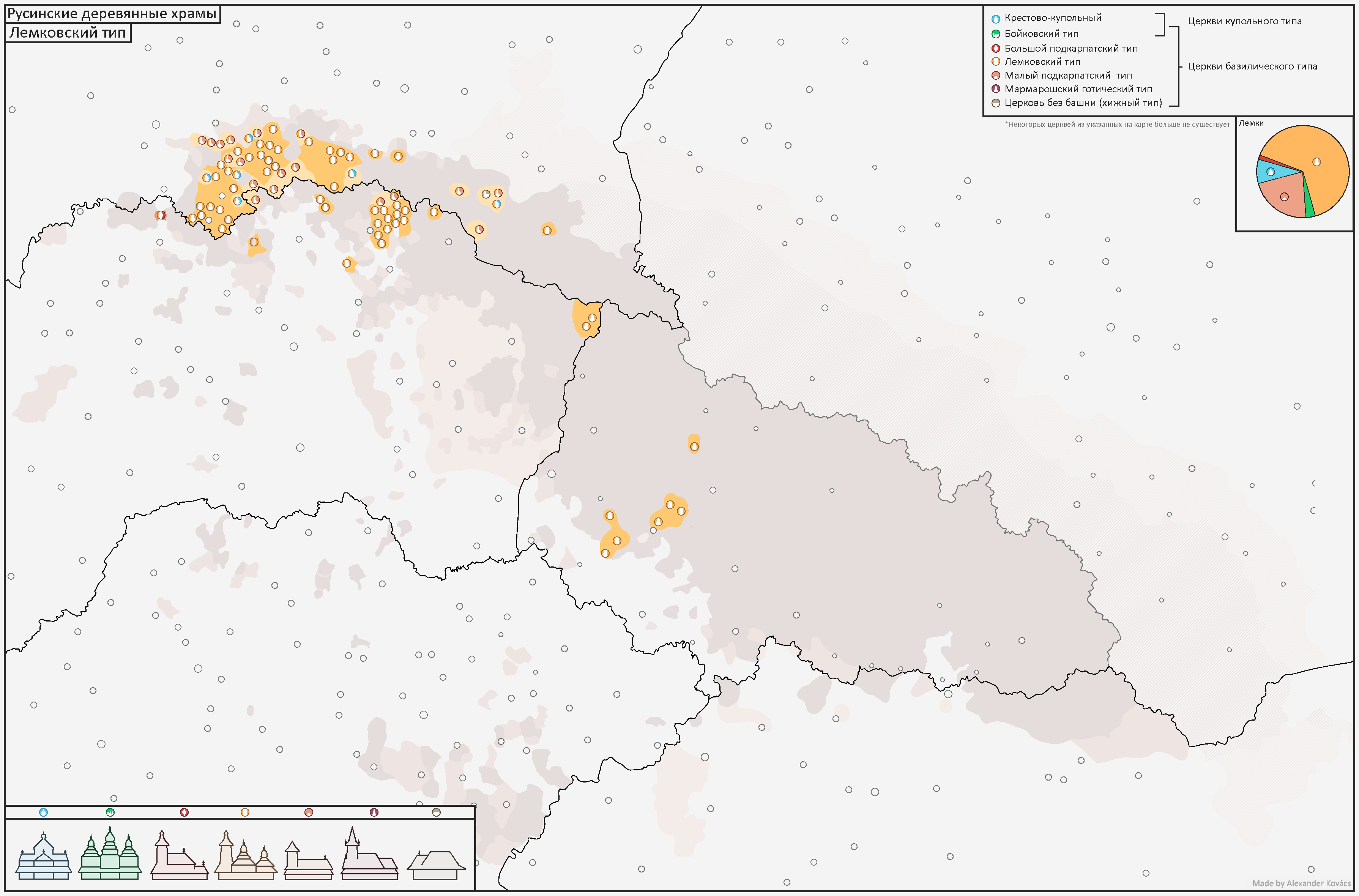
Лемковский тип церкви

Основой лемковских церквей являются канонические три прямоугольных сруба. Неф всегда был бо́льшего размера. Под влиянием стиля барокко он приобрел форму восьмиугольника; перекрывался балками и сверху — ломаной крышей-палаткой. Характерной чертой лемковских церквей является башня вместо бабинца. Вся церковь обивалась досками и покрывалась гонтом. Трёхсрубовая церковь под одной крышей и с тремя куполами — типичная черта бойковской архитектуры. Материалами для строительства была пихта или сосна, реже — бук или лиственница, еще реже — дуб или осина.

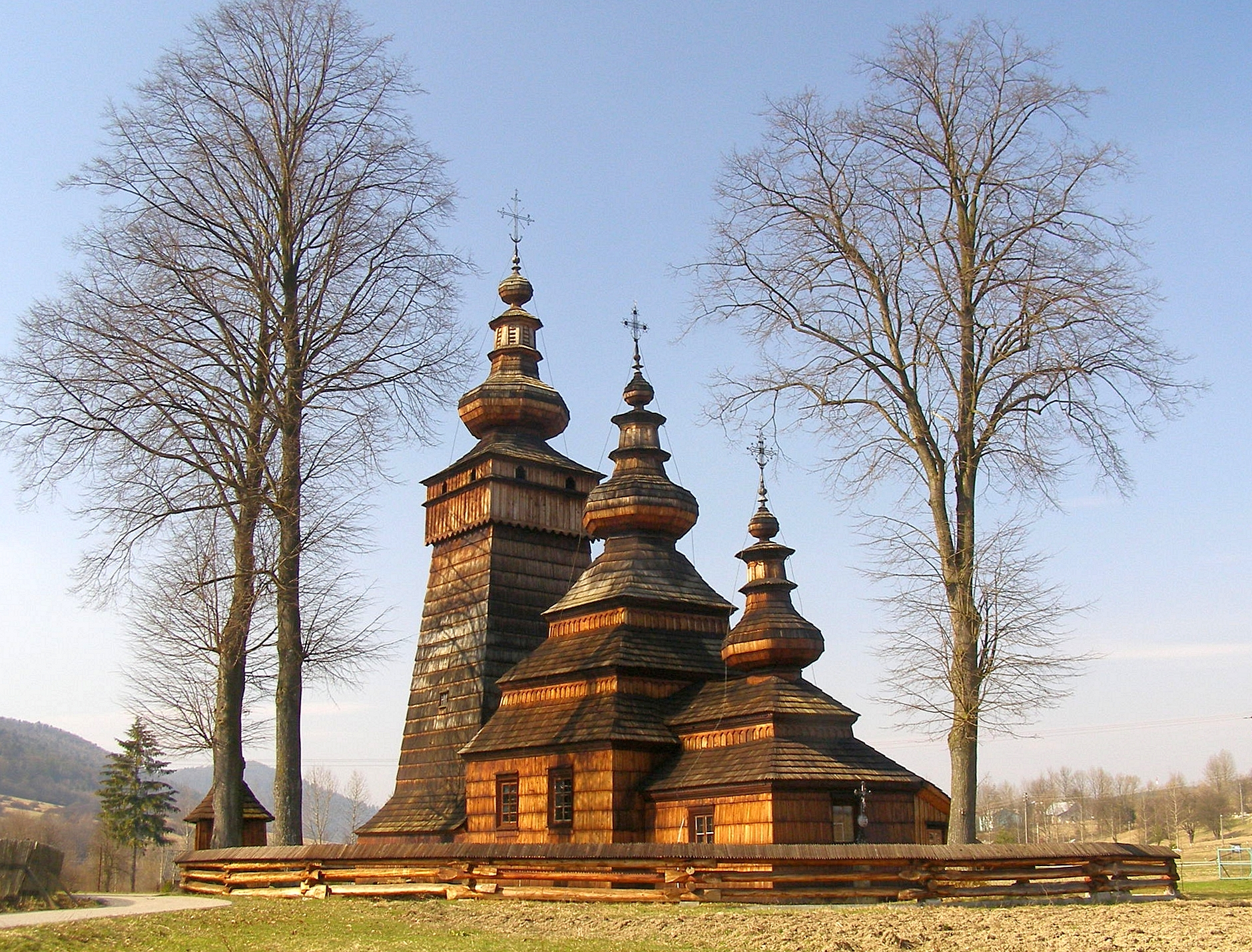
Церковь в Квятони
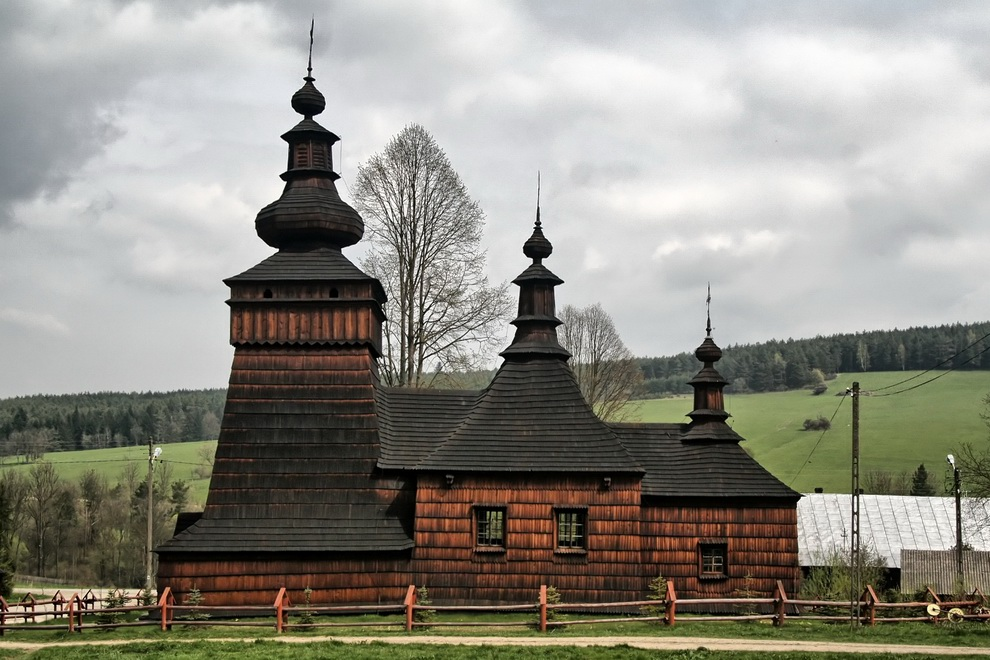
Церковь в Сквиртне
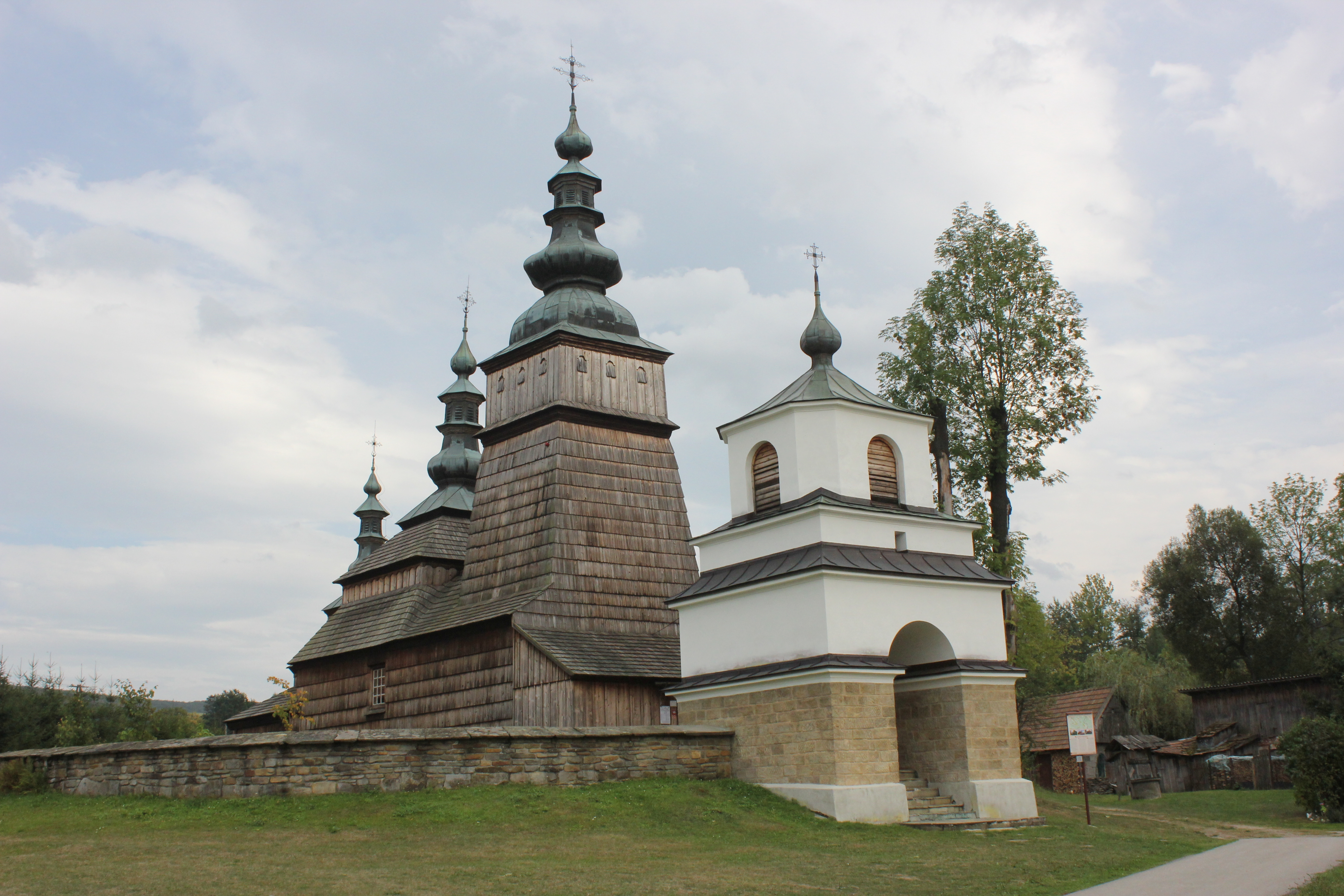
Церковь в Овчары
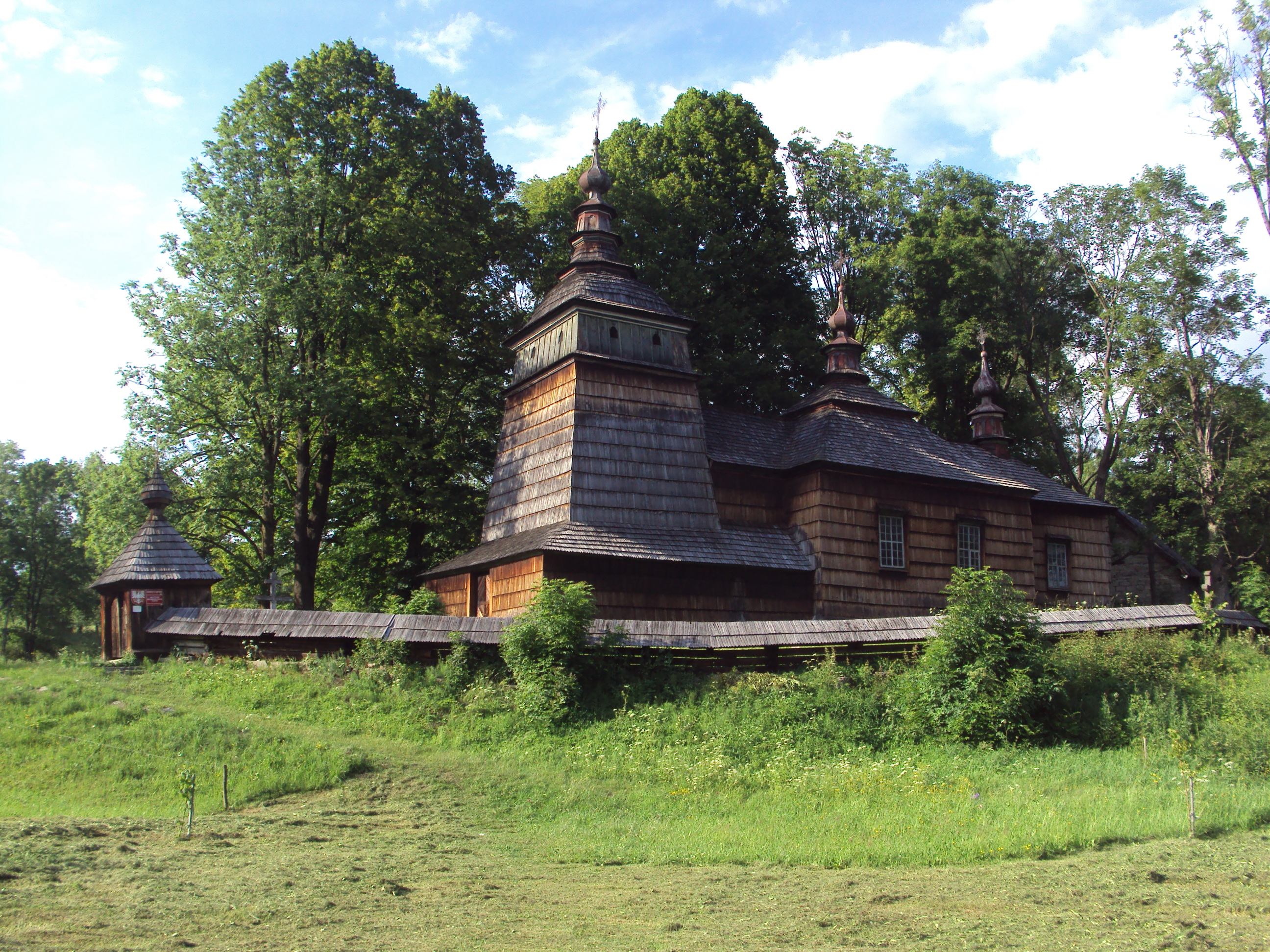
Церковь в Бартне

## Мармарошская неоготика
Мармарошской неоготикой принято считать группу деревянных церквей в готическом стиле, находящихся преимущественно в исторической области Мармарош. Яркой чертой по которой можно отличить готические церкви Мармароша является особый тип крыши храма. Декоративная копьевидная башенка вытянутая вверх, увенчивается вверху крестом. Вокруг башенки размещались еще 4 башенки поменьше.

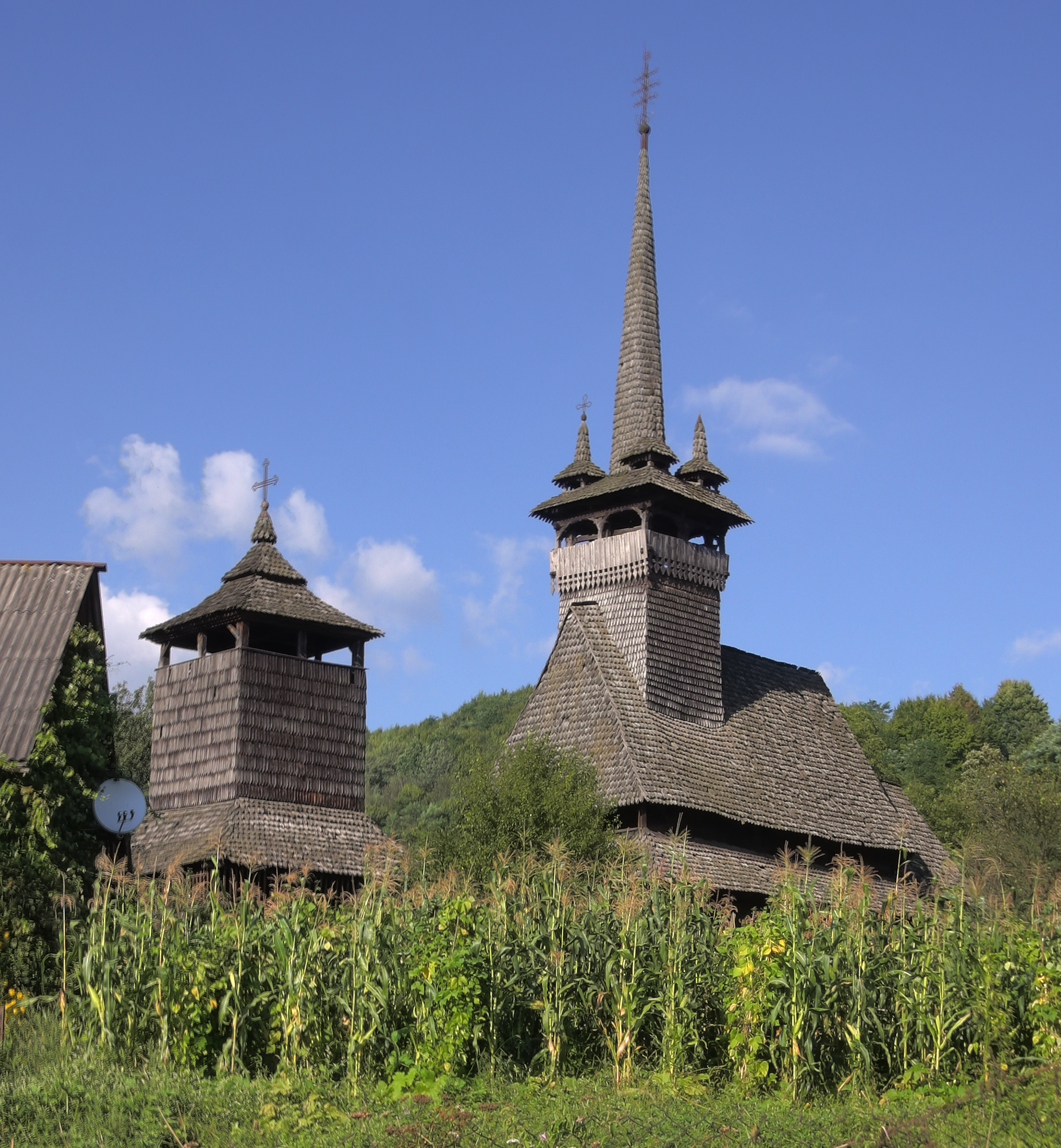
Церковь в Александровке
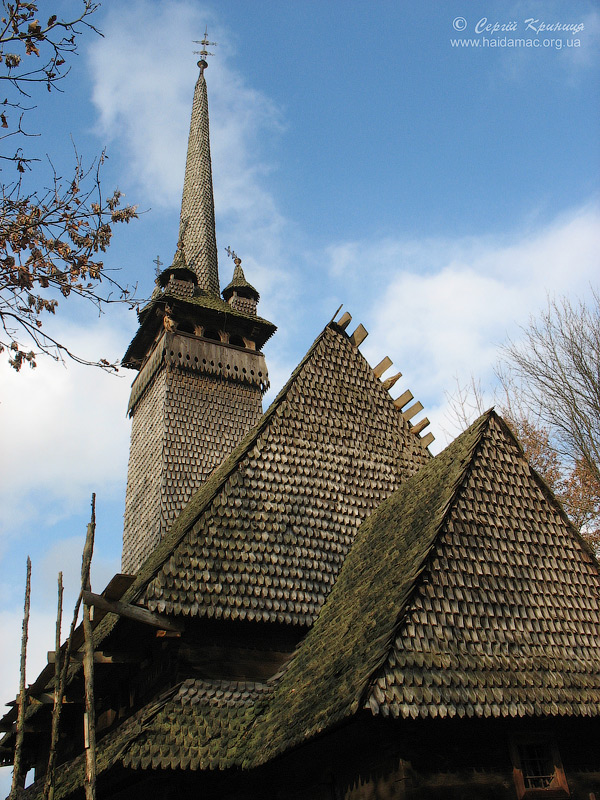
Церковь в Данилово
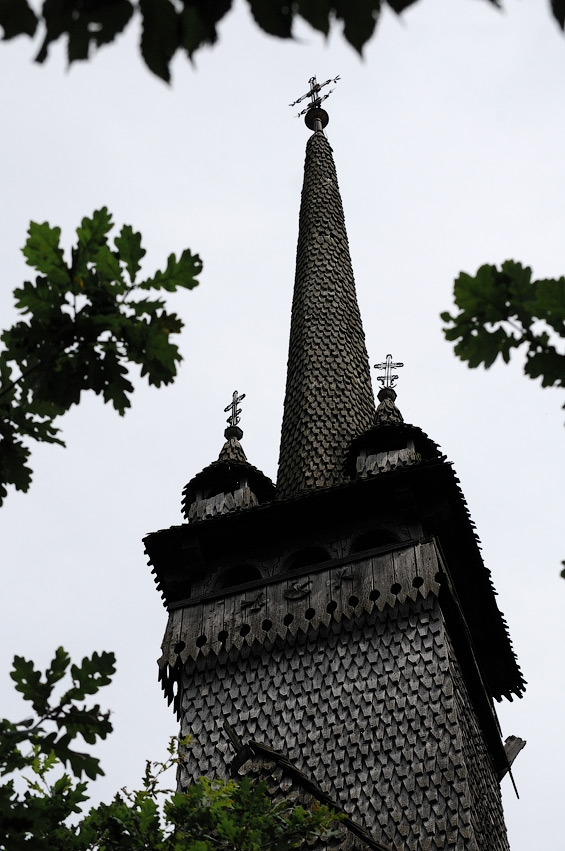
Пинакль церкви в Данилово
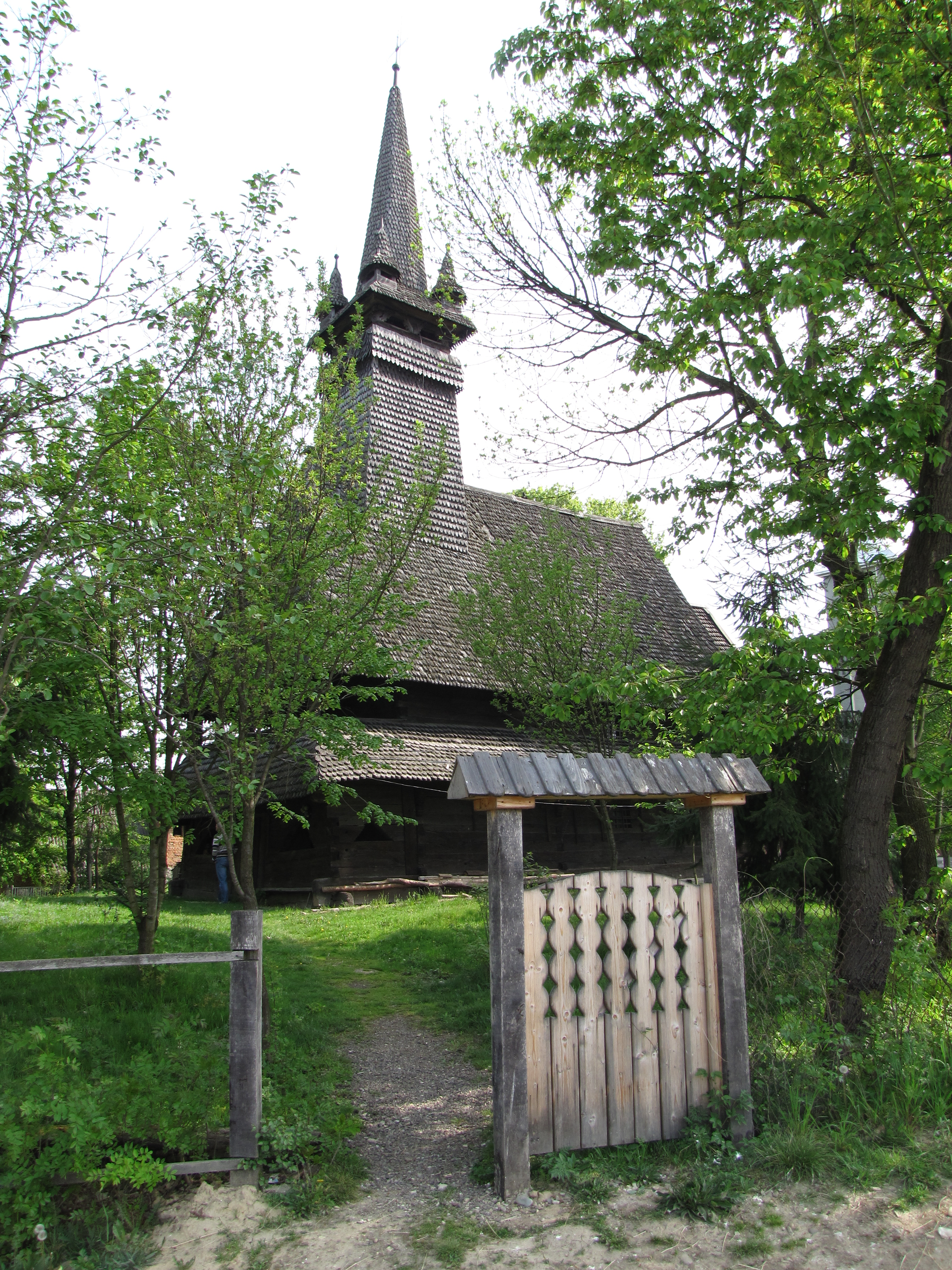
Церковь в Крайниково
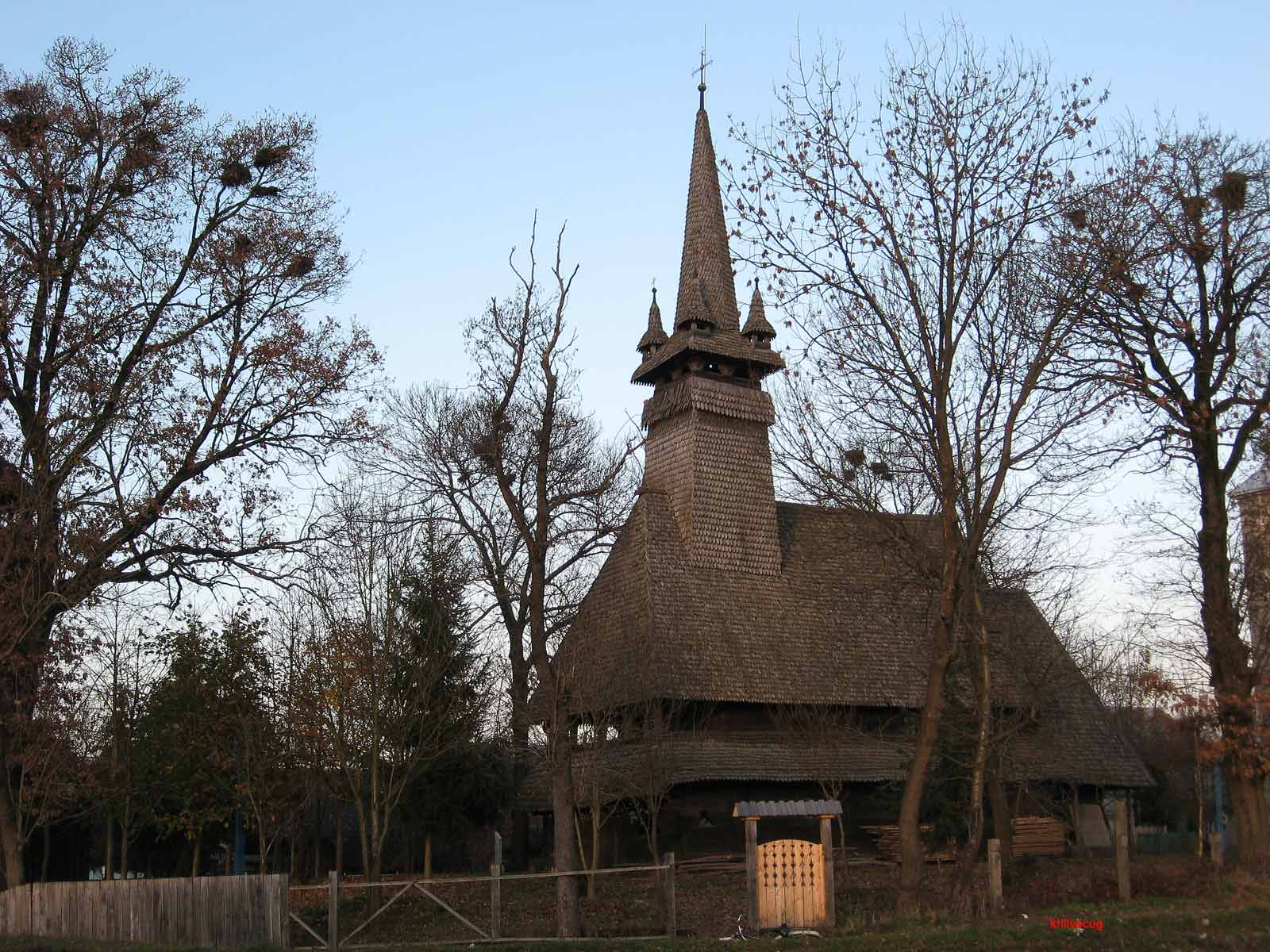
Церковь в Сокирнице
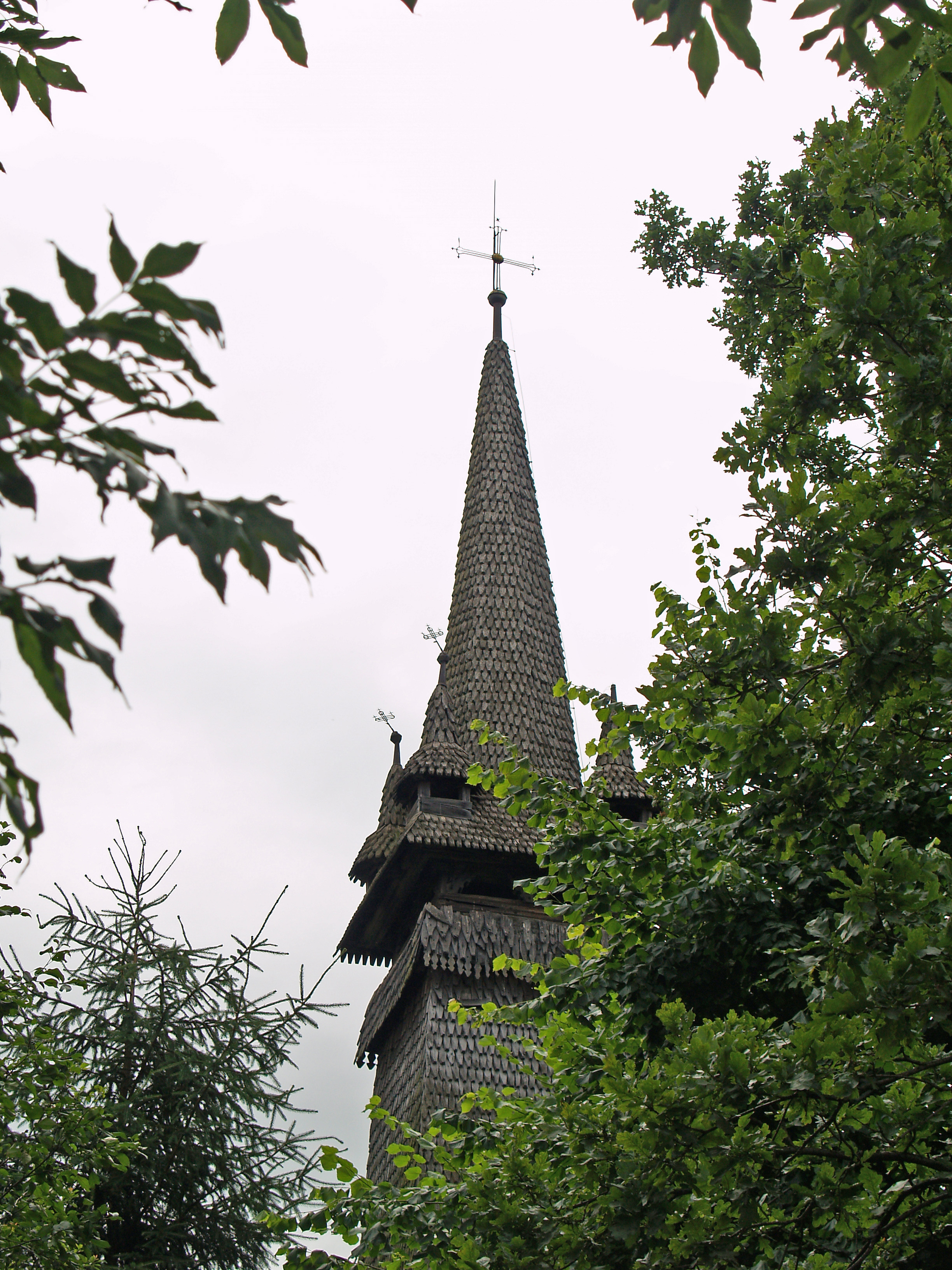
Пинакль церкви в Сокирнице

1. ↑  Матійчук М. Традиційні техніки покриття дахів на Бойківщині / Михайло Матійчук // Вісник Львівського університету. Серія історична. — Вип. 47. — Львів, 2012. — С. 373—392
2. ↑  Файник Т. Житло та довкілля: будівельні традиції Українських Карпат / Тетяна Файник. — Львів, 2007. — 204 с.
3. ↑  Будівельні традиції Гуцульщини. Дата обращения: 20 февраля 2021. Архивировано 20 января 2021 года.
4. ↑  ИСКУССТВО ГУЦУЛОВ. АРХИТЕКТУРА. Дата обращения: 20 февраля 2021. Архивировано 20 января 2022 года.
5. ↑  Архітектура та ремеслаArchitecture and crafts.
6. ↑  Архітектура лемків. Дата обращения: 20 февраля 2021. Архивировано 22 января 2021 года.
7. ↑  Лемковская хата. Дата обращения: 20 февраля 2021. Архивировано 18 июля 2020 года.
8. ↑  Лемківське житло. Дата обращения: 20 февраля 2021. Архивировано 16 июля 2020 года.
9. ↑  Вікторія Копча. Удастся ли сохранить уникальные церкви Закарпатья.